# Historia de las computadoras personales

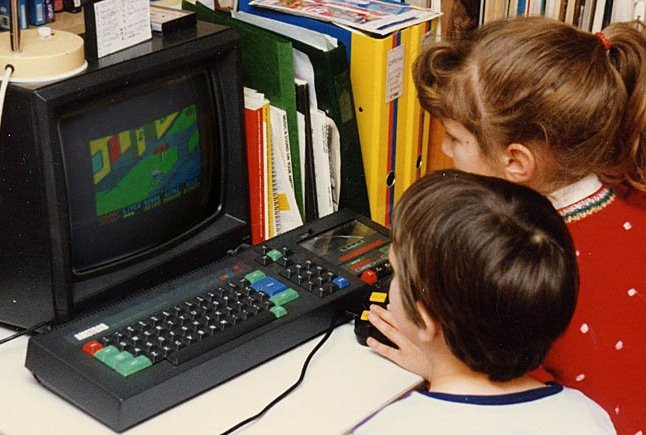
Niños que exploran en una computadora Amstrad CPC 464 en los años 80

La historia de las computadoras personales u ordenadores personales como dispositivos electrónicos de consumo para el mercado masivo comenzó en 1977 con la introducción de las microcomputadoras, aunque ya se habían aplicado mucho antes, algunas computadoras mainframe y computadoras centrales como sistemas monousuario. Una computadora personal está orientada al uso individual y se diferencia de una computadora mainframe, donde las peticiones del usuario final son filtradas a través del personal de operación o un sistema de tiempo compartido, en el cual un procesador grande es compartido por pocos individuos. Después del desarrollo del microprocesador, las computadoras personales llegaron a ser más económicas y se popularizaron; las primeras de ellas, generalmente llamadas «microcomputadoras», fueron vendidas a menudo como kit electrónicos y en números limitados. Fueron de interés principalmente para aficionados y técnicos.

## Historia de la computadora

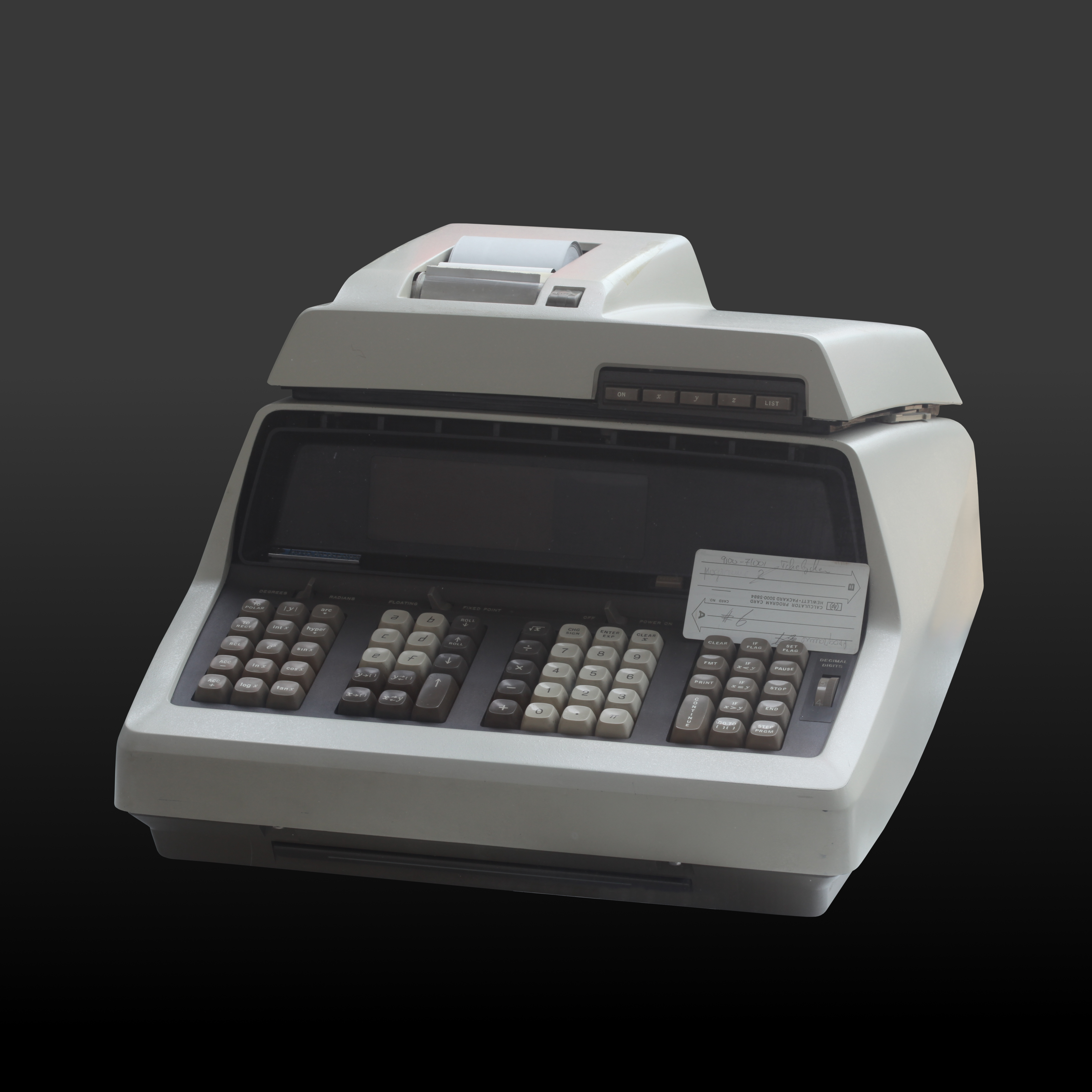
HP 9100 A

Originalmente el término «computadora personal» apareció en un artículo del New York Times el 3 de noviembre de 1962, informando de la visión de John William Mauchly sobre el futuro de la computación, según lo detallado en una reunión del American Institute of Industrial Engineers. Mauchly indicó, «No hay razón para suponer que un chico o chica promedio, no pueda ser dueño de una computadora personal».
Seis años más tarde Hewlett-Packard hizo publicidad de sus Powerful Computing Genie como «La nueva computadora personal Hewlett-Packard 9100A».
Este anuncio fue juzgado como demasiado radical para la audiencia a la que iba destinado, y fue reemplazado por un anuncio mucho más sobrio para la calculadora programable HP 9100A.
Durante los siguientes siete años la expresión había ganado suficiente reconocimiento, por lo que cuando la revista Byte publicó su primera edición, se refirió a sus lectores como «en el campo de la computación personal», y Creative Computing definió la computadora personal como un «sistema no compartido (es decir, que no era de tiempo compartido, como los grandes equipos de la época), que cuenta con suficiente potencia de procesamiento, y capacidades de almacenamiento para satisfacer las necesidades de un usuario individual». Dos años más tarde, ocurrió lo que la revista Byte llamó la "Trinidad de 1977" de las pequeñas computadoras preensambladas que llegaron al mercado: el Apple II y el PET 2001, que fueron promocionados como computadoras personales,
mientras que el TRS-80 era descrito como un microcomputador usado para las tareas del hogar incluyendo la "gestión financiera personal". En 1979 fueron vendidos más de medio millón de microcomputadoras y los jóvenes de esos días tuvieron un nuevo concepto de la computadora personal.

## Introducción

### Mainframes, minicomputadoras, y microcomputadoras

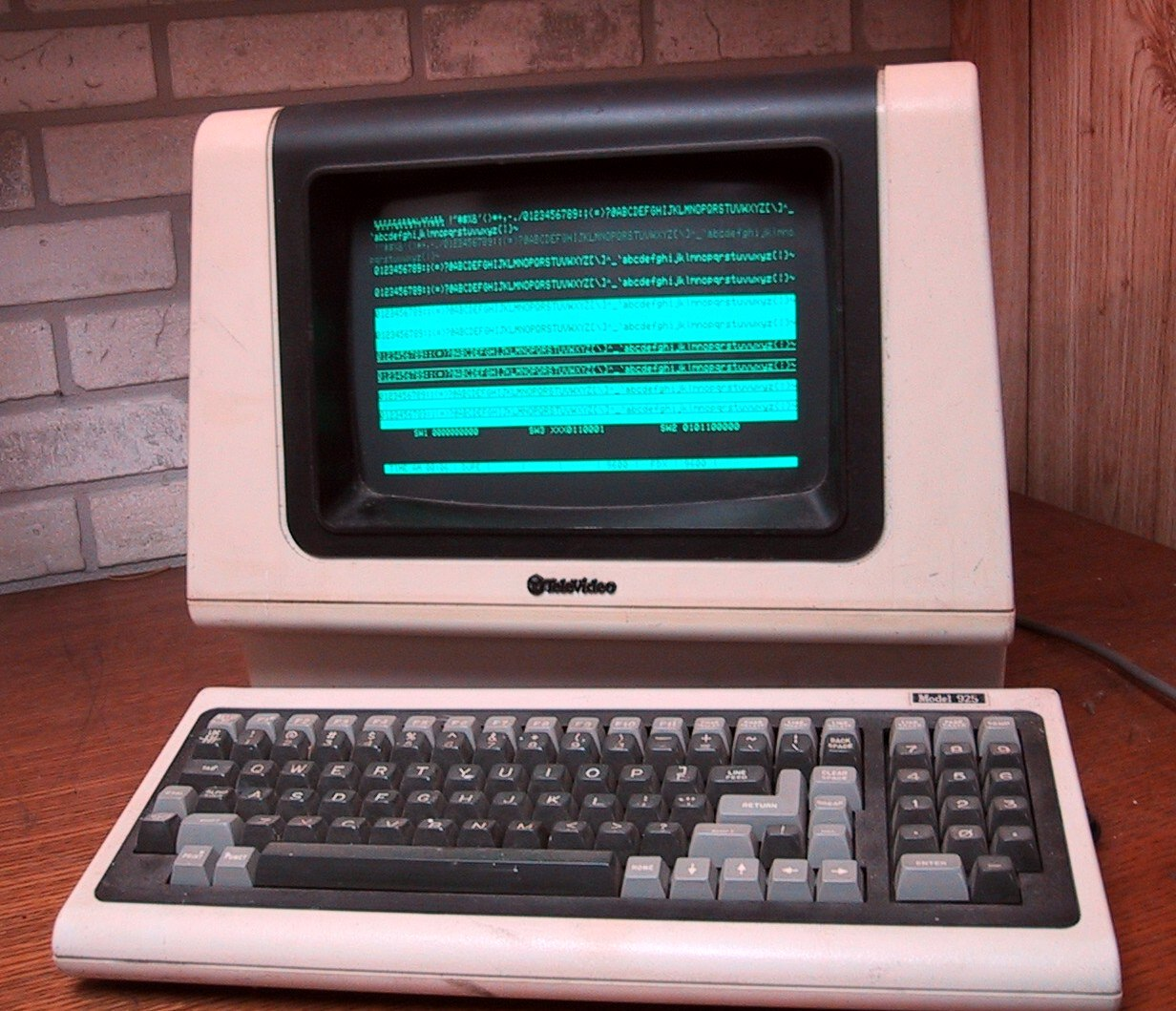
Antes del advenimiento del computadora personal, los terminales de computadora fueron usados para acceso en tiempo compartido de las computadoras centrales (mainframes)

Antes de la introducción del microprocesador a principios de los años 1970, los ordenadores generalmente eran sistemas grandes y costosos cuyos dueños eran grandes corporaciones, universidades, agencias gubernamentales, e instituciones de tamaño similar. Los usuarios finales generalmente no interactuaban directamente con la máquina, sino que preparaban tareas para el computador, en equipos fuera de línea como perforadoras de tarjetas. Varias asignaciones para la computadora serían recogidas y procesadas en proceso por lotes. Después de que el trabajo hubiera terminado, los usuarios podían recoger los resultados. En algunos casos podría tardar horas o días entre someter un trabajo al centro de computación y la recepción de la salida, para una mejor calidad.
Una forma más interactiva de uso del ordenador se desarrolló comercialmente por mediados de los años 1960. En un sistema de tiempo compartido, múltiples terminales permitieron a mucha gente compartir el uso de un procesador de computadora mainframe. Esto era común en aplicaciones empresariales y en ciencia e ingeniería.
Un modelo diferente del uso de la computadora fue presagiado en la manera en que fueron usados las tempranas computadoras experimentales precomerciales, donde un usuario tenía uso exclusivo de un procesador.
En lugares como el MIT, los estudiantes con acceso a algunos de las primeras computadoras experimentaron con aplicaciones que hoy serían típicas de una computadora personal, por ejemplo, el diseño asistido por computadora fue previsto por el T-square, un programa escrito en 1961, y un ancestro de los juegos de computadora de hoy se encontró en el Spacewar! de 1962. Algunos de las primeras computadoras que pudieron haberse llamados "personales" eran minicomputadoras primitivas tales como el LINC y el PDP-8, y posteriormente el VAX, y minicomputadoras más grandes de Digital Equipment Corporation (DEC), Data General, Prime Computer, y otros. Para los estándares de hoy, eran muy grandes (alrededor del tamaño de un refrigerador) y de costo prohibitivo (típicamente decenas de miles de dólares), y por lo tanto raramente fueron comprados por individuos. Sin embargo, eran mucho más pequeños, menos costosos, y generalmente más simples de operar que muchos de las computadoras mainframes de ese tiempo, por lo tanto eran asequibles por laboratorios individuales y proyectos de investigación. Las minicomputadoras liberaron en gran parte, a estas organizaciones, del procesamiento por lotes, y de la burocracia de un centro de computación comercial o universitario.
Además, los minicomputadoras eran relativamente más interactivas que las unidades centrales, y pronto tendrían sus propios sistemas operativos. El minicomputador Xerox Alto (1973) fue un hito en el desarrollo de las computadoras personales, debido a su interfaz gráfica de usuario, pantalla de mapa de bits de alta resolución, gran almacenamiento de memoria interno y externo, ratón, y software especial.
Ya en 1945, Vannevar Bush, en un ensayo llamado As We May Think (Como podemos pensar, en idioma español), esbozó una posible solución al creciente problema del almacenamiento y la recuperación de información. En lo que fue llamado más tarde como The Mother of All Demos (La Madre de todas las demostraciones, en idioma español), el investigador Douglas Engelbart del SRI dio en 1968 un adelanto de lo que se convertiría en los elementos básicos de la vida laboral diaria en el siglo XXI (correo electrónico, hipertexto, procesamiento de palabras, videollamada, y el ratón). La demostración era la culminación de la investigación en el laboratorio Augmentation Research Center de Engelbart, que se concentró en la aplicación de la tecnología de computación para facilitar el pensamiento humano creativo.

### Microprocesador y reducción de costos

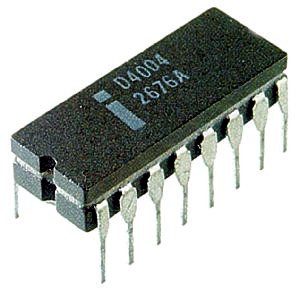
El Intel 4004, el primer microprocesador

Los minicomputadores, ancestros de la moderna computadora personal, usaron una temprana tecnología de circuitos integrados (microchip), que redujo el tamaño y el coste, pero no contenía al microprocesador en un chip. Esto significaba que todavía eran grandes y difíciles de fabricar justo como sus predecesores los mainframes. Después de que la "computadora en un chip" fuera comercializada, el coste para manufacturar un sistema de computación cayó dramáticamente. La aritmética, lógica, y funciones de control, que previamente ocuparon varias costosas placas de circuitos impresos ahora estaban disponibles en un solo circuito integrado, haciendo posible producirlos en grandes volúmenes. Concurrentemente, los avances en el desarrollo de la memoria de estado sólido eliminaron la abultada, costosa y hambrienta de energía memoria de núcleo magnético usada en previas generaciones de computadoras.
Había algunos investigadores en lugares tales como SRI y Xerox PARC que estaban trabajando en computadoras que una sola persona pudiera usar y pudieran ser conectados por redes rápidas y versátiles: no computadores caseros, sino computadoras personales.
Después de la introducción en 1972 del Intel 4004, los costes de los microprocesadores declinaron rápidamente. En 1974 la revista de electrónica estadounidense Radio-Electronics presentó el kit de computadora Mark-8, basado en el procesador Intel 8008. En enero del siguiente año, la revista Popular Electronics publicó un artículo que describía un kit basado en el Intel 8080, un procesador algo más potente y más fácil de usar. El Altair 8800 se vendió extraordinariamente bien, aunque el tamaño de la memoria inicial estaba limitado a unos pocos cientos de bytes y no había software disponible. Sin embargo, el kit del Altair era mucho menos costoso que un sistema de desarrollo de Intel de ese tiempo, así que fue comprado por compañías interesadas en desarrollar un control de microprocesador para sus propios productos. Tarjetas de expansión de memoria y periféricos fueron pronto presentados por los fabricantes originales, y más tarde por fabricantes de dispositivos enchufables compatibles. El primer producto de Microsoft fue un interpretador BASIC de 4 kilobytes presentado en formato de cinta de papel perforado, el Altair BASIC, que permitió que los usuarios desarrollaran programas en un lenguaje de alto nivel. La alternativa era ensamblar a mano el código de máquina que podía ser cargado directamente en la memoria del microcomputador usando un panel frontal de conmutadores, botones y ledes. Aunque el panel frontal del hardware emulaba a los usados por los primeros mainframes y minicomputadores, después de un corto tiempo, la entrada/salida a través de un terminal era la interfaz humano/máquina preferida, y los paneles frontales llegaron a extinguirse.

## Inicios de la industria

### Simon
Simon fue un proyecto desarrollado por Edmund Berkeley y presentado en una serie de trece artículos publicado en la revista Radio-Electronics, a partir de octubre de 1950. Aunque había máquinas mucho más avanzadas en el momento de su construcción, el Simon representa la primera experiencia de construcción de un ordenador digital automático simple, con fines educativos. La historia de las computadoras personales como dispositivos electrónicos de consumo para el mercado masivo comenzó efectivamente en 1977 con la introducción de los microordenadores, aunque ya se habían aplicado mucho antes, algunas computadoras mainframe y computadoras centrales como sistemas monousuario. Una computadora personal está orientada al uso individual y se diferencia de una computadora mainframe, donde las peticiones del usuario final son filtradas a través del personal de operación o un sistema de tiempo compartido, en el cual un procesador grande es compartido por muchos individuos. Después del desarrollo del microprocesador, las computadoras personales llegaron a ser más económicas y se popularizaron. Las primeras computadoras personales, generalmente llamadas «microcomputadoras», fueron vendidas a menudo como kit electrónicos y en números limitados. Fueron de interés principalmente para aficionados y técnicos.

### IBM 610
El IBM 610 fue diseñado entre 1948 y 1957 por John Lentz en el Laboratorio Watson en la Universidad de Columbia como Personal Automatic Computer (PAC) (Computadora personal automática) y anunciado, en 1957, por IBM como el Auto-Point 610. Aunque fue criticado por su velocidad, el IBM 610 manejaba una aritmética de coma flotante de forma natural. Con un precio de 55 000 USD, solo se produjeron 180 unidades.

### Olivetti Programma 101

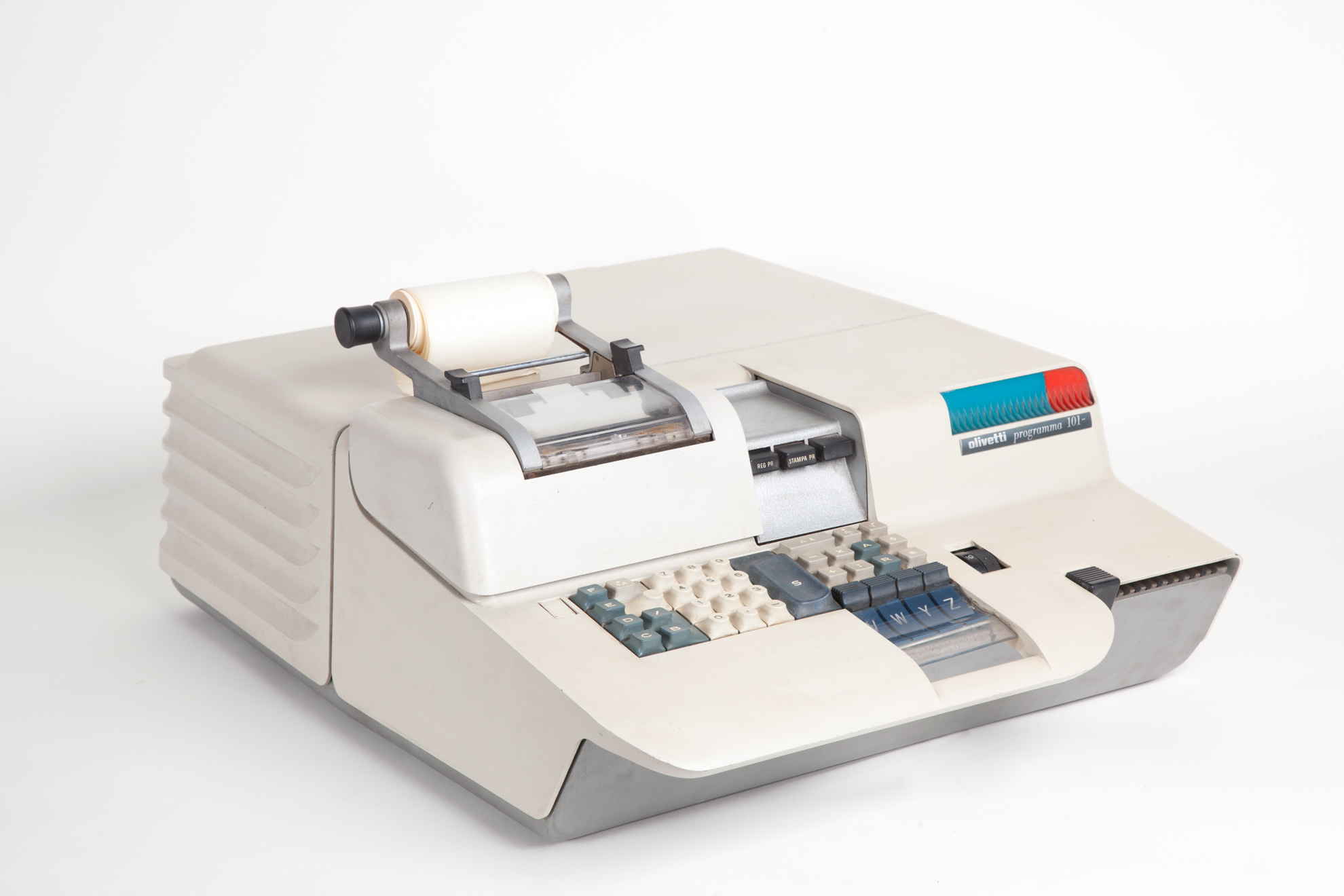
Programma 101 de Olivetti

El programa 101 fue la primera producción comercial «computadora de escritorio», diseñada y producida por la empresa italiana Olivetti y presentada en la Feria Mundial de Nueva York de 1965. Más de 44 000 unidades vendidas en todo el mundo; en EE. UU. su cotización al momento de lanzamiento fue de 3200 USD. El Programa 101 tenía muchas de las características incorporadas en los ordenadores personales modernos, como memoria, teclado, unidad de impresión, lector/grabador de tarjetas magnéticas, unidad aritmética y de control y es considerado por muchos como la primera computadora de sobremesa producido comercialmente, mostrando el mundo que era posible crear una computadora de escritorio (más adelante HP copió la arquitectura Programa 101 para su serie HP9100).

### MIR
La serie MIR soviética de computadoras se desarrolló desde 1965 hasta 1969 con un grupo encabezado por Victor Glushkov. Fue diseñado como un ordenador de relativamente pequeña escala para su uso en aplicaciones de ingeniería y científicas y contenía una implementación de hardware de un lenguaje de programación de alto nivel. Otra característica innovadora para la época era la interfaz de usuario que combinaba un teclado con un monitor y un lápiz óptico para la corrección de textos y dibujo en pantalla.

### Kenbak-1
El Kenbak-1 es considerado por el Computer History Museum como el primer ordenador personal del mundo. Fue diseñado e inventado por John Blankenbaker de Kenbak Corporation en 1970, y fue vendido por primera vez a principios de 1971. A diferencia de un computador personal moderno, el Kenbak-1 fue construido con circuitos integrados de Lógica TTL de baja escala de integración, y no usó un microprocesador. El primer sistema fue vendido en $750. Solo alrededor de 40 máquinas fueron construidas y vendidas. En 1973, la producción del Kenbak-1 se detuvo cuando Kenbak Corporation desapareció.
Con solamente 256 bytes de memoria, un tamaño de palabra de 8 bits, y entradas y salidas restringidas a luces e interruptores, el Kenbak-1 era más útil para aprender los principios de la programación, pero no era capaz de correr programas de aplicación.

### Datapoint 2200

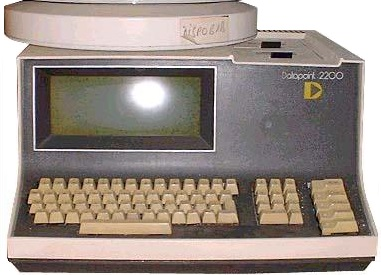
1970: Datapoint 2200

Un terminal programable llamado Datapoint 2200 es el dispositivo más temprano conocido que lleva una cierta significativa semejanza al del computador personal moderno, con una pantalla, teclado, y almacenamiento para el programa.
Fue hecho en 1970 por CTC (ahora conocido como Datapoint), y era un sistema completo en una pequeña carcasa que tenía una base aproximada a la de una máquina de escribir IBM Selectric. El CPU del sistema fue construido de una variedad de componentes discretos, aunque la compañía había comisionado a Intel para que desarrollara una unidad central en un chip; Hubo una ruptura entre CTC e Intel, y el microprocesador que Intel había desarrollado no fue usado. Intel pronto lanzó una versión modificada de ese chip como el Intel 8008, el primer microprocesador de 8 bits del mundo.
Por lo tanto, las necesidades y los requisitos del Datapoint 2200 determinaron la naturaleza del 8008, sobre el cual fueron basados todos los sucesivos procesadores usados en PC compatibles con IBM. Adicionalmente, el diseño del CPU multi-chip de Datapoint 2200 y el diseño final de Intel 8008 eran tan similares que los dos son en gran parte compatibles en el software; por lo tanto, el Datapoint 2200, desde una perspectiva práctica, puede ser considerado como si de hecho fuera accionado por un 8008, lo que también lo hace un fuerte candidato al título del "primer microcomputador". La historia de los ordenadores personales como dispositivos electrónicos de consumo para el mercado masivo comenzó efectivamente en 1977 con la introducción de las microcomputadoras, aunque ya se habían aplicado mucho antes, algunas computadoras mainframe y computadoras centrales como sistemas monousuario. Una computadora personal está orientada al uso individual y se diferencia de una computadora mainframe, donde las peticiones del usuario final son filtradas a través del personal de operación o un sistema de tiempo compartido, en el cual un procesador grande es compartido por muchos individuos. Después del desarrollo del microprocesador, las computadoras personales llegaron a ser más económicas y se popularizaron. Las primeras computadoras personales, generalmente llamadas microcomputadoras, fueron vendidas a menudo como kit electrónicos y en números limitados. Fueron de interés principalmente para aficionados y técnicos.

### Micral N
La compañía francesa R2E fue formada, por dos ingenieros anteriores de la compañía Intertechnique, para vender su diseño de microcomputador basado en el Intel 8008. El sistema fue originalmente desarrollado en el Institut National de la Recherche Agronomique para automatizar mediciones higrométricas. El sistema corrió a 500 kHz e incluyó 16 KiB de memoria (lo cual se denominaba "16 KB", puesto que la memoria comprendía aproximadamente 16 000 bytes), y se vendió por 8500 francos, aproximadamente 1300 USD de la época.
Un bus de datos, llamado Pluribus fue introducido y permitía la conexión de hasta 14 tarjetas. Diferentes tarjetas para entrada/salida digital, entrada/salida analógica, memoria, disco floppy, estaban disponibles por parte de R2E. El sistema operativo de Micral fue llamado inicialmente Sysmic, y fue más tarde renombrado Prologue. R2E fue absorbida por Groupe Bull en 1978. Aunque Groupe Bull continuara la producción de computadoras Micral, no estaba interesado en el mercado del computador personal. y los computadores Micral fueron confinadas sobre todo a las puertas de peaje de las carreteras, donde permanecieron en servicio hasta 1992 y nichos similares de mercado.

### Xerox Alto y Xerox Star

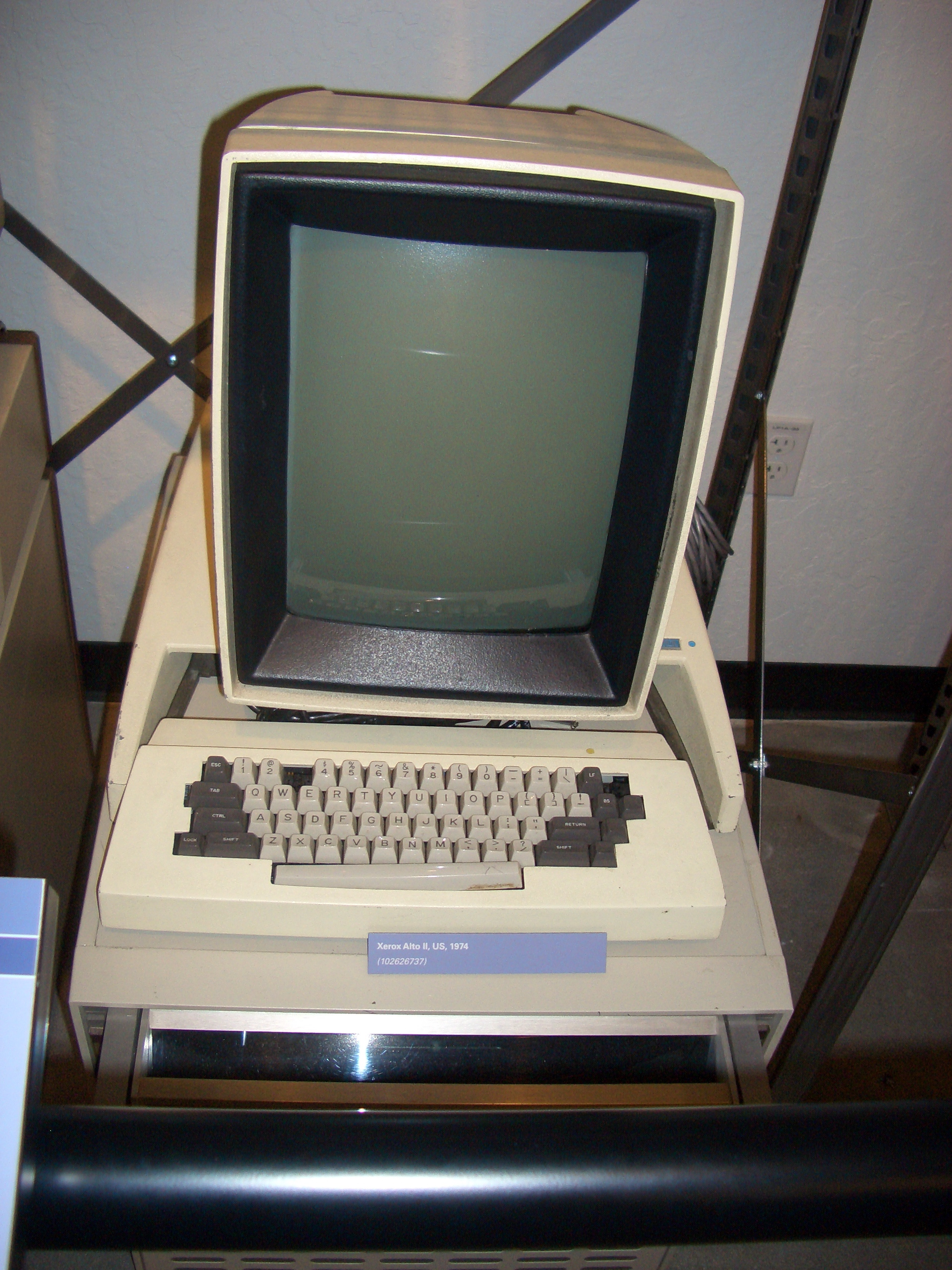
1973: Xerox Alto

El Xerox Alto, desarrollado en Xerox PARC en 1973, fue el primer computador en usar un ratón, la metáfora de escritorio, y una interfaz gráfica de usuario (GUI), conceptos introducidos por primera vez por Douglas Engelbart mientras estaba en SRI international. Fue el primer ejemplo de lo que hoy en día sería reconocido como un computador personal completo.
En 1981, la Xerox Corporation introdujo la estación de trabajo Xerox Star, oficialmente conocida como el "8010 Star Information System". Dibujada sobre su predecesor, el Xerox Alto, era el primer sistema comercial en incorporar varias tecnologías que hoy han llegado a ser corrientes en computadores personales, incluyendo una exhibición de mapa de bits, una interfaz gráfica de usuario basada en ventanas, íconos, carpetas, ratón, red de Ethernet, servidores de archivos, servidores de impresoras y correo electrónico. También incluyó un lenguaje de programación de sistema llamado Smalltalk.
Mientras que su uso se limitó a los ingenieros en Xerox PARC, y a ciertas universidades a las que fue donado. El Alto tenía características que hacían que estuviese una década adelantado a su tiempo. 
El Xerox Alto y el Xerox Star inspirarían al Apple Lisa y al Apple Macintosh.

### IBM 5100

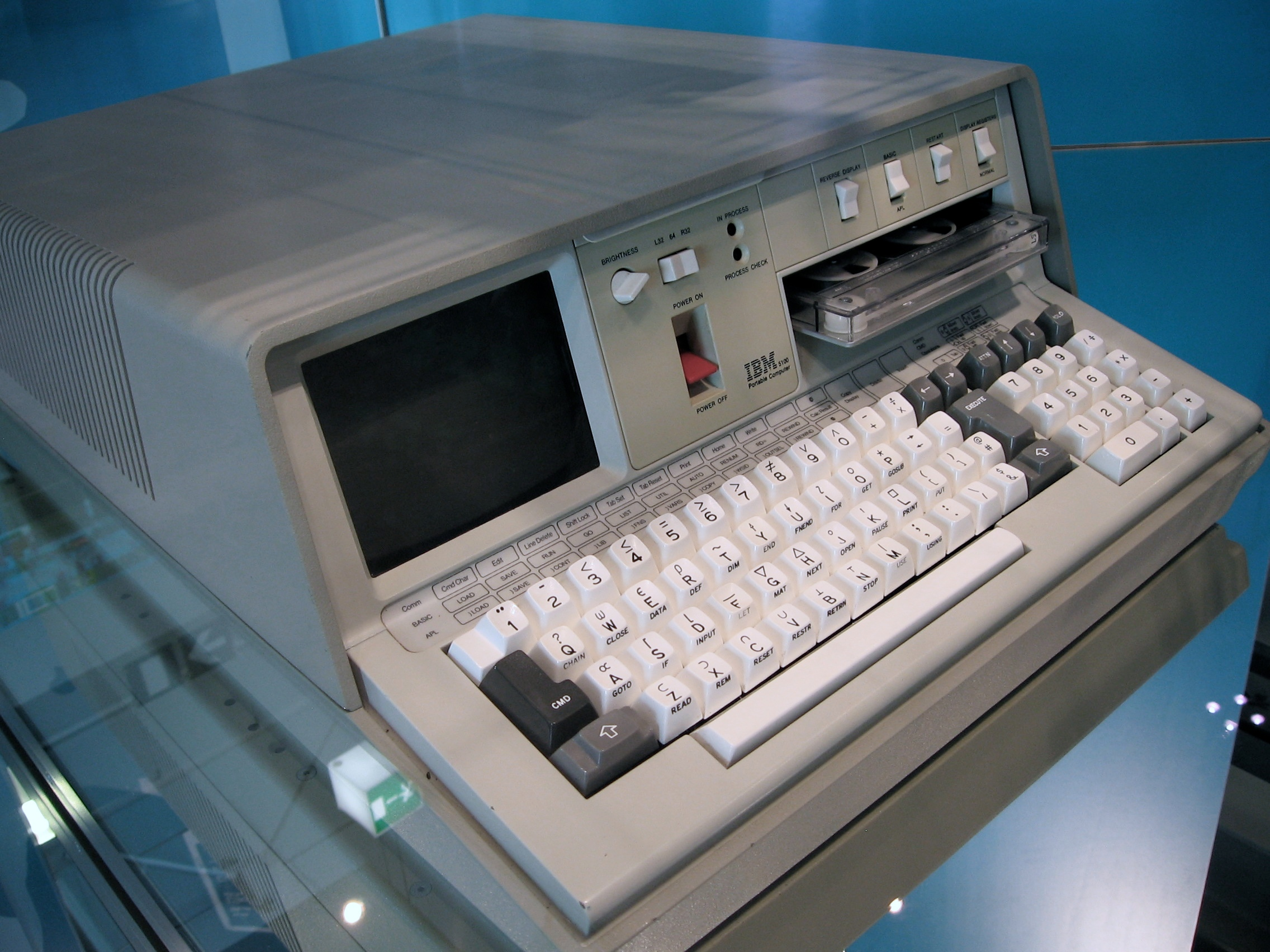
IBM 5100

El IBM 5100 era una computadora de escritorio introducido en septiembre de 1975, seis años antes del IBM PC. Era la evolución de un prototipo llamado Special Computer APL Machine Portable (SCAMP) que IBM demostró en 1973. En enero de 1978 IBM anunció al IBM 5110, su primo más grande. El 5100 fue retirado en marzo de 1982.
Cuando el IBM PC fue introducido en 1981, fue originalmente designado como el IBM 5150, poniéndolo en la serie del "5100", aunque su arquitectura no descendía directamente del IBM 5100.

### Altair 8800

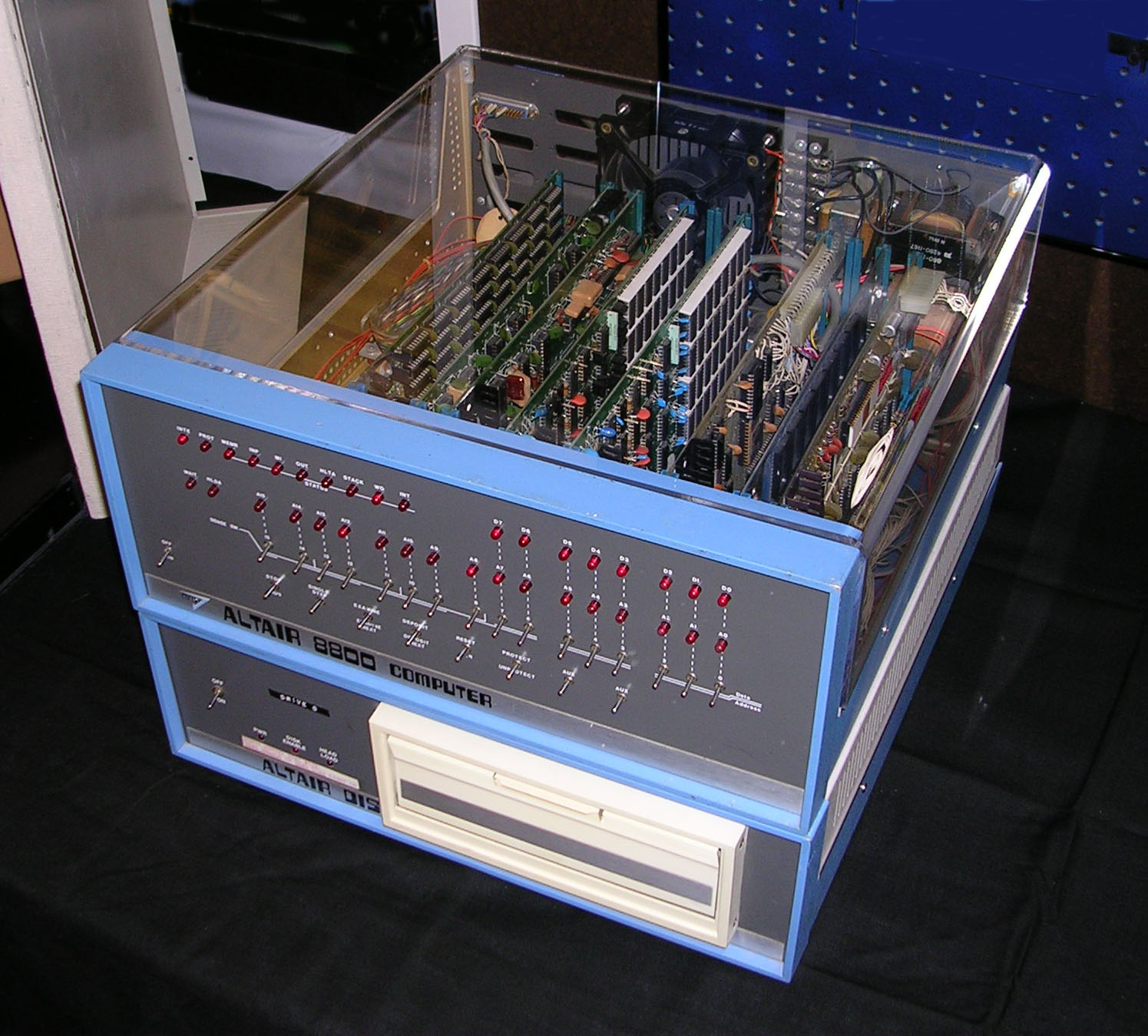
1975: Altair 8800

El desarrollo del microprocesador en un solo chip dio lugar a la popularización de los verdaderos computadores personales prácticos y económicos, entre ellos el pionero Altair 8800, de MITS, una empresa pequeña que producía kits electrónicos destinado a aficionados.
El Altair fue introducido en un artículo de la revista Popular Electronics en la edición de enero del 1975. Al igual que proyectos anteriores de MITS, el Altair fue vendido en forma de kit, aunque uno relativamente complejo consistiendo de cuatro placas de circuito y muchas piezas. Valorado en solamente $400, el Altair sorprendió a sus creadores cuando generó miles de órdenes en el primer mes. Incapaz de dar abasto a la demanda, MITS vendió el diseño después de despachar cerca de 10 000 kits.
La introducción del Altair generó una industria entera basada en la diagramación básica y el diseño interno. Nuevas compañías como Cromemco comenzaron para suplir kits adicionales, mientras que Microsoft fue fundado para suministrar un interpretador BASIC para los sistemas. Poco después, un número de diseños completos de clones apareció en el mercado, tipificados por el IMSAI 8080. Esto llevó a una amplia variedad de sistemas basados en el bus S-100 introducido con el Altair, máquinas de un generalmente mejorado desempeño, calidad y facilidad de uso.
El Altair y sus primeros clones eran relativamente difíciles de usar. Las máquinas no contenían ningún sistema operativo en ROM, así que arrancarla requería un programa en lenguaje de máquina ingresado a mano por medio de los interruptores del panel frontal, una posición a la vez. El programa era típicamente un pequeño driver para un lector de cinta de papel perforado, que entonces sería usado para leer otro programa "real". Sistemas posteriores añadieron código bootstrapping para mejorar este proceso, y las máquinas llegaron a ser casi universalmente asociadas con el sistema operativo CP/M, cargado desde un disco floppy.
El Altair creó una nueva industria de microcomputadores y de kits de computador, con muchas otras siguiendo, por ejemplo una ola de pequeños computadores de empresa basados en los microprocesadores Intel 8080, Zilog Z80 e Intel 8085 a finales de los años 1970. La mayoría rodaban el sistema operativo CP/M-80 desarrollado por Gary Kildall en Digital Research. El CP/M-80 fue el primer sistema operativo popular para microcomputador usado por muchos vendedores de hardware, y muchos paquetes de software fueron escritos para él, como el WordStar y dBase II.

### Homebrew Computer Club
Aunque el Altair generara un negocio entero, otro efecto secundario que tuvo fue demostrar que el microprocesador había reducido tanto el costo y la complejidad de construir un microcomputador que cualquier persona con un interés podría construir su propia máquina. Muchos de tales aficionados se reunieron e intercambiaron notas en las reuniones del Homebrew Computer Club (HCC) en Silicon Valley. Aunque el HCC fuera relativamente de corta vida, su influencia en el desarrollo del moderno PC fue enorme.
Los miembros del grupo se quejaban de que los microcomputadores nunca llegarían a ser corrientes si todavía tuvieran que ser hechos, de partes como el Altair original, o aún en términos de ensamblar varios dispositivos añadidos que convirtieran a la máquina en un sistema útil. Lo que ellos sentían necesario era un sistema "todo en uno". De este deseo vino el computador Sol-20, que puso un sistema S-100 completo (teclado QWERTY, CPU, tarjeta de video, memoria y puertos) en una sola caja atractiva. Los sistemas fueron empaquetados con una interfaz de cinta de casete para el almacenamiento y un monitor de 12 pulgadas en blanco y negro. Provisto con una copia del lenguaje BASIC, el sistema se vendió por US$2 100. Cerca de 10 000 sistemas Sol-20 fueron vendidos.
Aunque el Sol-20 fuera el primer sistema todo en uno que reconoceríamos hoy, el concepto básico ondulaba ya a través de otros miembros del grupo, y de compañías externas interesadas.

### Otras máquinas de la época
Otras máquinas de 1977 que fueron importantes dentro de la comunidad del aficionado en ese entonces incluyeron el Exidy Sorcerer, el NorthStar Horizon, y el Heathkit H8.

## La "Trinidad de 1977"
En 1976 varias empresas competían para introducir los primeros computadores personales comerciales verdaderamente exitosos. Tres máquinas: Apple II, TRS-80 y PET 2001 fueron lanzadas en 1977, finalmente vendiendo millones de máquinas. La revista Byte posteriormente se refirió a su lanzamiento como la "Trinidad de 1977".

### Personal Electronic Transactor

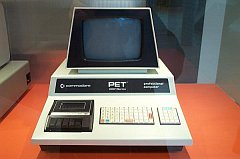
Octubre de 1977: Commodore PET

Chuck Peddle diseñó el Commodore PET (abreviación de Personal Electronic Transactor) alrededor del procesador MOS 6502. Era esencialmente un computador de tarjeta única con un nuevo chip de exhibición de pantalla (el MOS 6545) que manejaba un pequeño monitor monocromático incorporado con gráficos de caracteres de 40×25. La tarjeta procesadora, el teclado, monitor y unidad de casete estaban todos montados en una sola caja metálica. En 1982, Byte se refirió al diseño del PET como "el primer computador personal del mundo".
El PET se despachó en dos modelos; el 2001-4 con 4 KiB de RAM, y el 2001-8 con 8 KiB. La máquina también incluyó incorporado en el frente de la carcasa un Datassette para el almacenamiento de datos, que dio poco espacio para el teclado. El 2001 fue anunciado en junio de 1977 y las primeras 100 unidades fueron enviadas a mediados de octubre de 1977.
Sin embargo se mantuvieron órdenes de pedido pendientes por meses, y para facilitar las entregas finalmente cancelaron la versión de 4 KiB a principios del siguiente año.
Aunque la máquina fuera bastante exitosa, había quejas frecuentes sobre el minúsculo teclado tipo calculadora, calificado a menudo como un "Teclado tipo chiclet" debido a la semejanza de las teclas con el popular caramelo de chicle. Esto fue corregido en las versiones actualizadas del "dash N" y "dash B" del modelo 2001, que pusieron el casete fuera de la carcasa, e incluían un teclado mucho más grande con un movimiento completo. Internamente fue utilizada una tarjeta madre más nueva y más simple, junto con una mejora en memoria a 8, 16, o 32 KiB, conocidos como el 2001-N-8, 2001-N-16 o 2001-N-32, respectivamente.
La PET fue la menos exitosa de las máquinas de la Trinidad de 1977, con menos de 1 millón en ventas.

### Apple

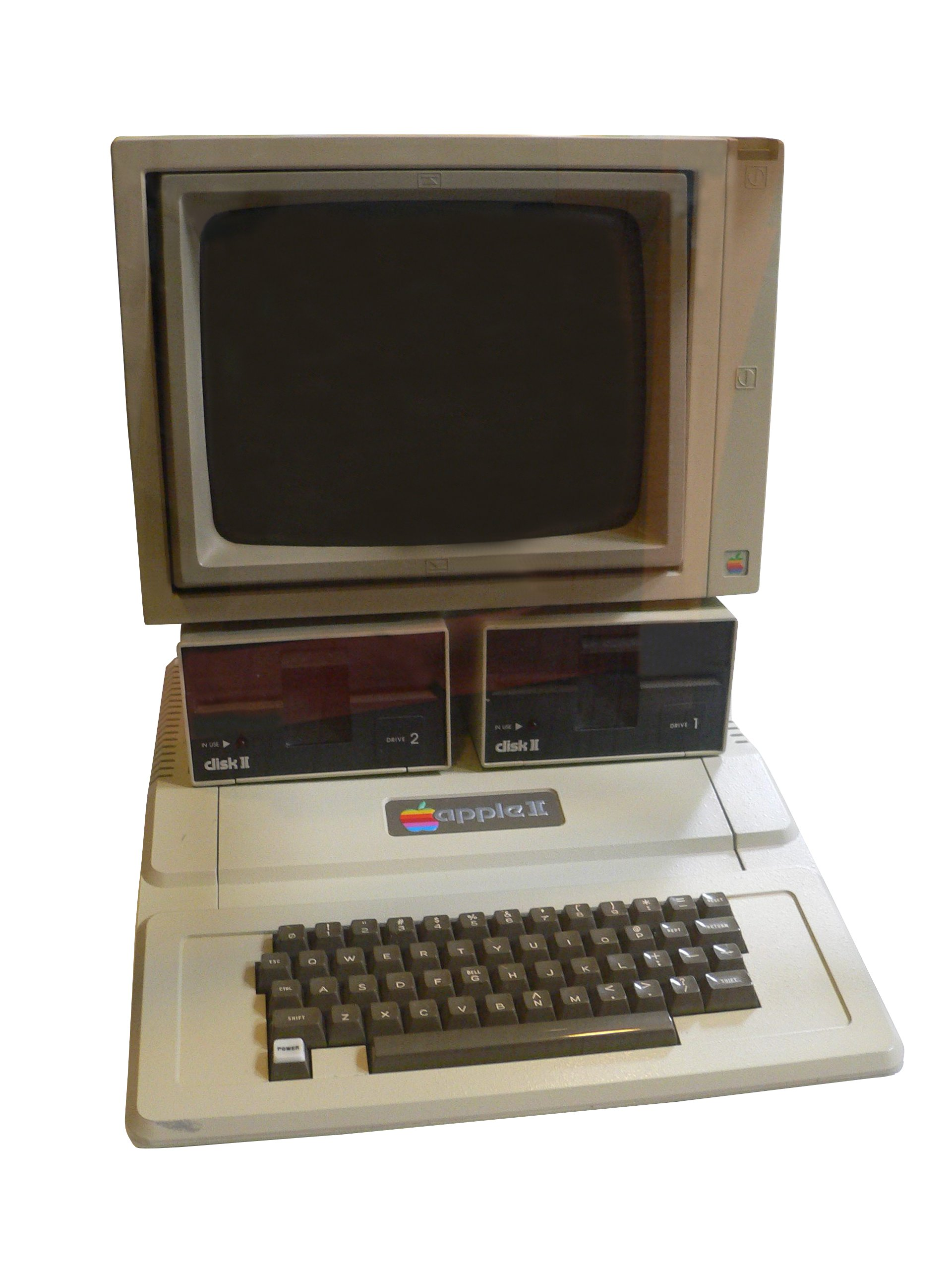
abril de 1977: Apple II

Steve Wozniak (conocido como "Woz"), visitante regular a las reuniones del Homebrew Computer Club, diseñó el computador de tarjeta única Apple I y lo demostró por primera vez allí. Con especificaciones en la mano y un pedido de Byte Shop para 100 máquinas en $500.00 dólares cada uno, Woz y su amigo Steve Jobs fundaron Apple Computer.
Alrededor de 200 de las máquinas se vendieron antes de que la compañía anunciara el Apple II como un computador completo. Tenía gráficos de color, un teclado QWERTY completo, y ranuras internas para la expansión, que fueron montados en una carcasa de plástico estilizado de alta calidad. El monitor y los dispositivos de entrada/salida fueron vendidos por separado. El sistema operativo original del Apple II era solamente el interpretador Integer BASIC contenido en el ROM. El Apple DOS fue añadido para soportar la unidad de disquete; la última versión fue el "Apple DOS 3,3".
Su alto precio y la falta de un lenguaje BASIC de punto flotante, junto con una falta de sitios de distribución al detal, lo hicieron retrasarse en ventas detrás de las otras máquinas de la Trinidad hasta 1979, cuando superó en ventas al PET. Volvió al cuarto lugar de ventas cuando la empresa Atari presentó sus populares sistemas Atari de 8 bits.
A pesar de las lentas ventas iniciales, el tiempo de vida del Apple II fue cerca de ocho años más largo que otras máquinas, y así acumuló las ventas totales más altas. En 1985, 2,1 millones de máquinas habían sido vendidas y más de 4 millones de Apple II fueron despachados al final de su producción en 1993.

### TRS-80

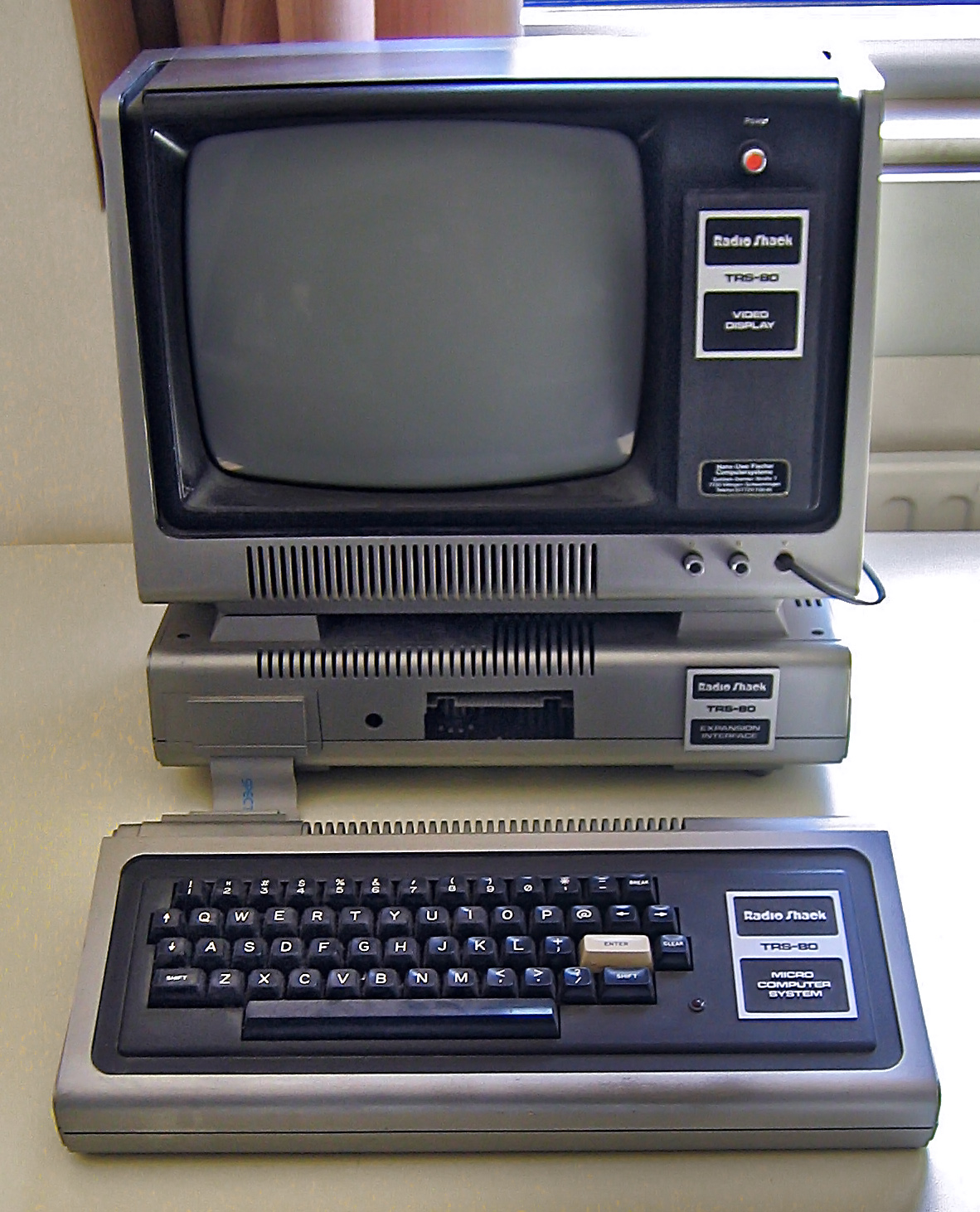
Noviembre de 1977: TRS-80

Tandy Corporation introdujo el TRS-80, conocido retroactivamente como el Model I (Modelo I) cuando fueron introducidos modelos mejorados. El Modelo I combinó la tarjeta madre y el teclado en una sola unidad con un monitor y una fuente de alimentación separados. Aunque el PET y Apple II ofrecieran ciertas características que fueron grandemente avanzadas en comparación, las estanterías de las más de 3000 tiendas Radio Shack de Tandy aseguraron de que tuviera una extensa distribución que ni Apple ni Commodore podían tocar.
El Modelo I usó un procesador Zilog Z80 con una frecuencia de reloj de 1,77 MHz, y los modelos posteriores fueron vendidos con un procesador Z80A. El modelo básico originalmente se vendía con 4 KiB de RAM, y más tarde con 16 KiB. Sus otras características fuertes eran su teclado QWERTY completo, tamaño pequeño, un lenguaje BASIC de coma flotante bien escrito e inclusión de un monitor y de un grabador de casetes todo por $599 dólares, un ahorro de $600 sobre el Apple II.
El Modelo I tuvo algún problema para cumplir las regulaciones de la FCC sobre interferencias de radio debido a su carcasa de plástico y a los cables exteriores. Apple había resuelto este problema con una hoja metálica interior pero este remiendo no funcionaba en el Modelo I.
Puesto que el Modelo II y el Modelo III estaban ya en producción, Tandy decidió dejar de fabricar el Modelo I. Radio Shack había vendido 1,5 millones de Modelo I, cuando se dejó de fabricar en 1981.

## Computadoras domésticas
Aunque el éxito de las máquinas de la Trinidad fuera relativamente limitado en términos globales, a medida que los precios de los componentes continuaron bajando, muchas compañías entraron al negocio de la informática. Esto llevó a una explosión de máquinas de bajo costo conocidas como computadores caseros que vendieron millones de unidades antes de que el mercado implosionara en una guerra de precios a principios de los años 1980.

### Atari 400/800

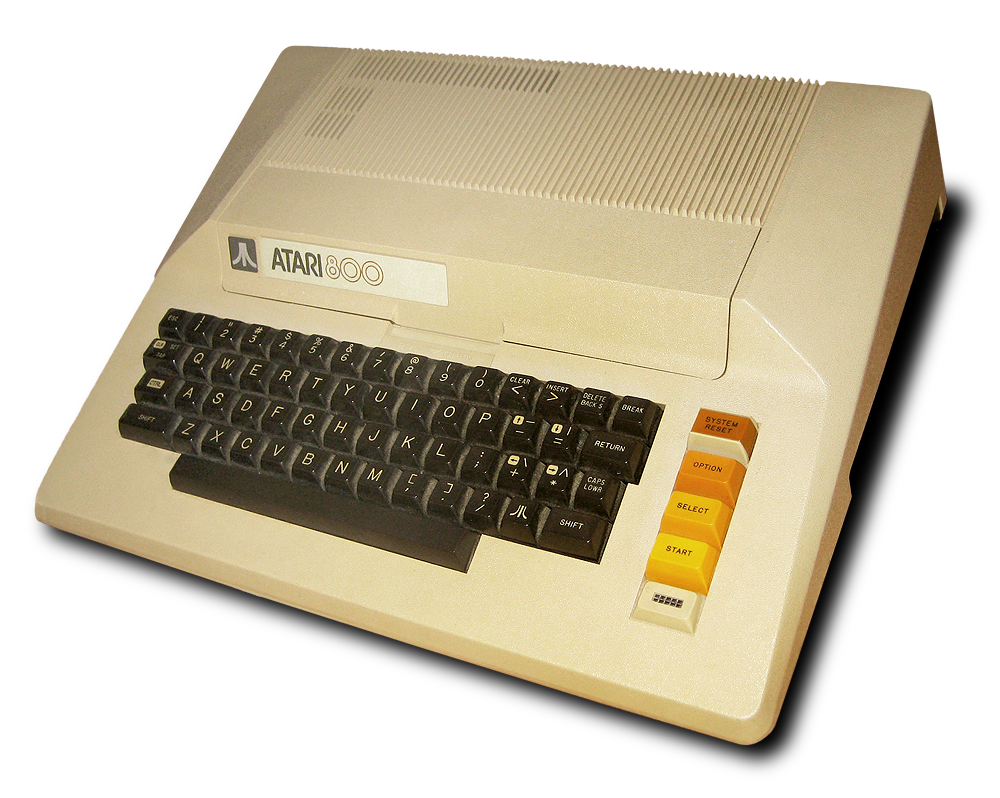
1979: Atari 800

Atari era una marca bien conocida a finales de los años 1970, tanto por sus exitosos juegos de arcade como Pong, así como por la enormemente exitosa videoconsola Atari VCS. Dándose cuenta de que el VCS tendría un tiempo de vida limitado en el mercado antes de que viniera un competidor técnicamente avanzado, Atari decidió que ellos serían ese competidor, y comenzó a trabajar sobre un nuevo diseño de consola que era mucho más avanzado.
Mientras estos diseños eran desarrollados, las máquinas de la Trinidad golpearon el mercado con considerable fanfarria. La gestión de Atari decidió cambiar su trabajo de una consola de video a un sistema de computador casero. Su conocimiento del mercado casero a través del VCS resultó en máquinas que eran casi indestructibles y tan fáciles de usar como una máquina de juegos - simplemente se enchufaba un cartucho y listo. Las nuevas máquinas fueron introducidas por primera vez en 1978 como los Atari 400 y Atari 800, pero problemas de producción significaron que las ventas extensas no comenzaran hasta el año siguiente.
En ese tiempo, las máquinas ofrecieron lo que entonces era un rendimiento mucho más alto que los diseños contemporáneos y un número de características gráficas y de sonido que ningún otro microcomputador podía igualar. Como consecuencia, llegaron a ser muy populares, rápidamente eclipsando las máquinas de la Trinidad en ventas. A pesar de un comienzo prometedor con cerca de 600 000 vendidas en 1981, la guerra de precios que se avecinaba dejó a Atari en una mala posición. No podían competir efectivamente con Commodore, y solamente cerca de dos millones de máquinas fueron producidas para el final de su producción.

### Sinclair
Sinclair Research Ltd es una compañía británica de electrónica de consumo fundada por sir Clive Sinclair en Cambridge. Fue incorporada en 1973 como Ablesdeal Ltd. y renombrada Westminster Mail Order Ltd y luego Sinclair Instrument Ltd., en el año 1975. La empresa se mantuvo latente hasta 1976, cuando fue activada con la intención de continuar el trabajo comercial de Sinclair de su compañía a principios de Sinclair Radionics; que adoptó el nombre de Sinclair Research en 1981. En 1980, Clive Sinclair entró en el mercado del ordenador personal con el ZX80 a £ 99,95, en aquel entonces el ordenador personal más barato para la venta en el Reino Unido. En 1982, se lanzó el ZX Spectrum, después se convirtió en el ordenador de mejor venta de Gran Bretaña, compitiendo agresivamente contra Commodore y Amstrad. En el apogeo de su éxito, y ampliamente inspirado en el programa de la Quinta Generación de la informática japonesa, la compañía estableció el centro de investigación "MetaLab" en Milton Hall (cerca de Cambridge), con el fin de perseguir la inteligencia artificial, la integración de la oblea escala, la verificación formal y otros proyectos avanzados. La combinación de los fracasos de la computadora Sinclair QL y TV80 condujeron a dificultades financieras en 1985, y un año después Sinclair vendió los derechos a sus productos informáticos y de marca para Amstrad. Sinclair Research Ltd existe a 2014 como una empresa de un solo hombre, sin dejar de comercializar nuevas invenciones de sir Clive Sinclair.
ZX80
El equipo doméstico ZX80 fue lanzado en febrero de 1980 a £ 79.95 en forma de kit y £ 99.95 construido y preparado. En noviembre del mismo año Science of Cambridge Ltd. ha sido renombrado Sinclair Computers Ltd.
ZX81

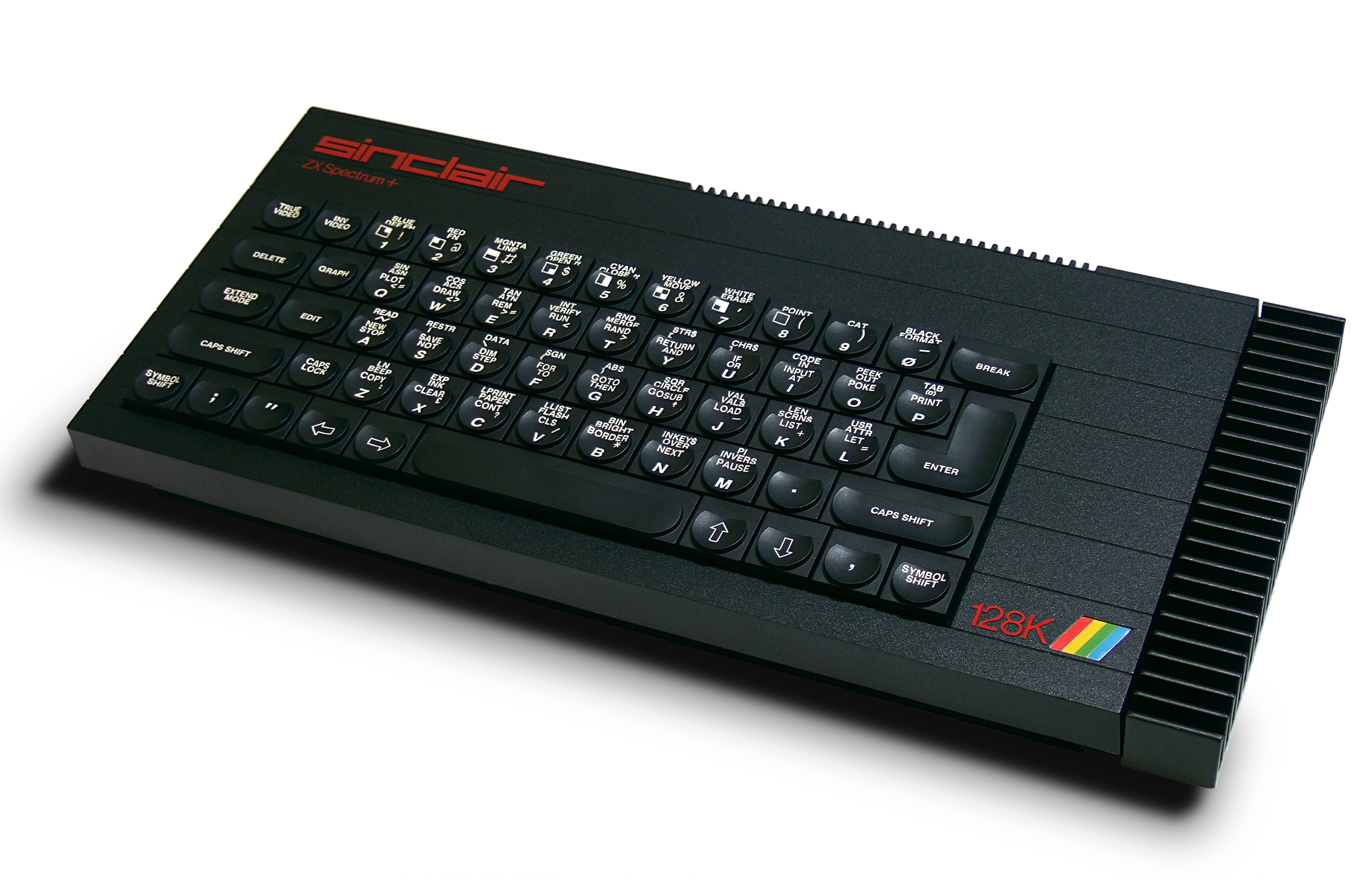
1985 : Sinclair ZX Spectrum+ 128

El ZX81 (conocido como el TS 1000 en los Estados Unidos) fue cotizado a £ 49.95 en forma de kit y £ 69.95 construido y preparado, por correspondencia.
ZX Spectrum
El ZX Spectrum fue lanzado el 23 de abril de 1982, cotizado a £ 125 para la versión de 16 KB de RAM y £ 175 para la versión de 48 KB.
Sinclair QL
El Sinclair QL se anunció en enero de 1984, cotizado a £ 399. Comercializado como un más sofisticado microprocesador de 32 bits para los usuarios profesionales, utiliza un procesador Motorola 68008. La producción se retrasó por varios meses, debido al desarrollo inacabado de hardware y software al momento del lanzamiento del QL.
ZX Spectrum+
El ZX Spectrum+ fue un ZX Spectrum 48K re envasado lanzado en octubre de 1984.
ZX Spectrum 128
El ZX Spectrum 128, con memoria RAM expandida a 128 kB, un chip de sonido y otros accesorios, fue lanzado en España en septiembre de 1985 y el Reino Unido en enero de 1986, cotizado a £ 179.95.

### Texas Instruments TI-99

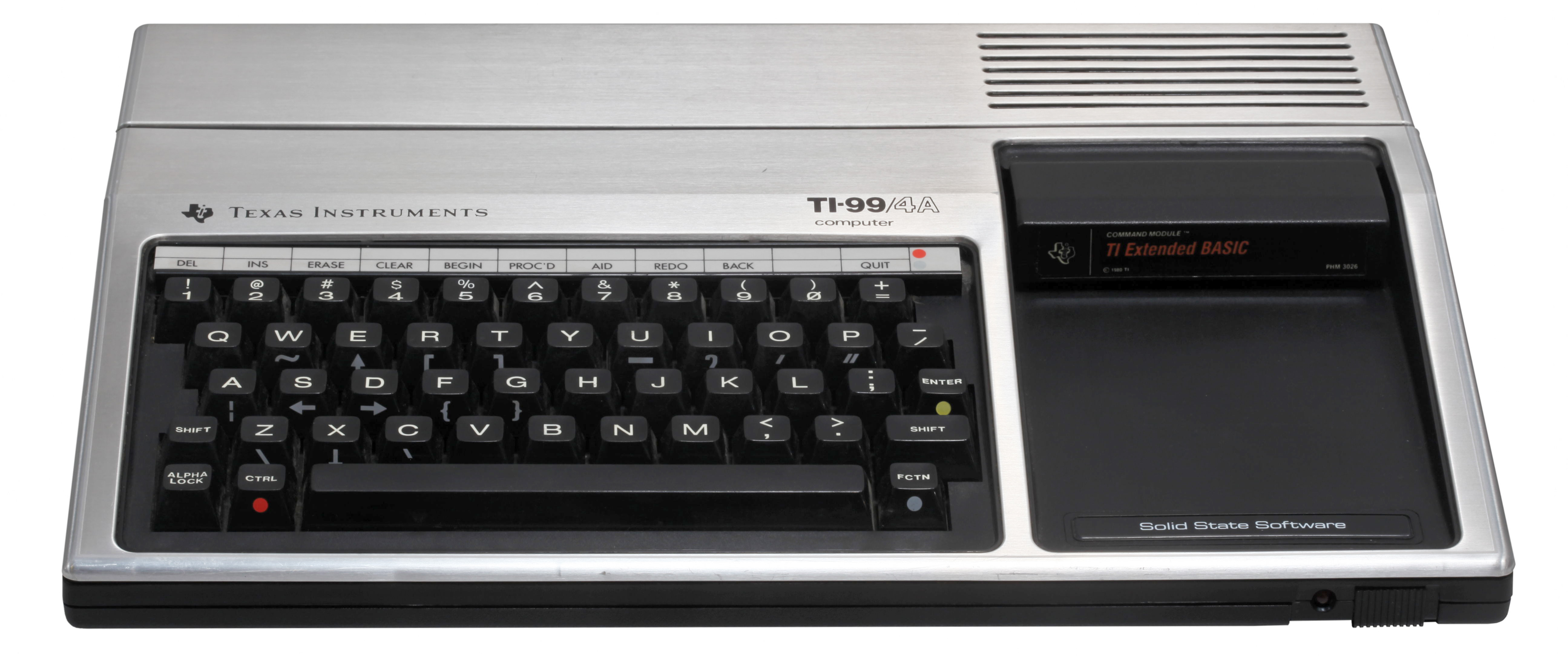
TI-99/4A

Texas Instruments (TI), en ese entonces el fabricante más grande del mundo de chips, decidió entrar al mercado del computador personal con el Texas Instruments TI-99/4A. Anunciado mucho antes de su llegada, la mayoría de los observadores industriales esperaban que la máquina barriera toda la competencia - en el papel su desempeño era intocable, y TI tenía reservas de efectivo y una capacidad enorme de desarrollo.
Cuando fue lanzado, a finales de 1979, TI tuvo un acercamiento algo lento para presentarlo, inicialmente enfocándose en las escuelas. Al contrario de las predicciones anteriores, las limitaciones del TI-99 significaron que no era el "asesino gigante" que todo el mundo esperada, y un número de sus características de diseño fueran altamente controversiales. Un total de 2,8 millones de unidades fueron despachadas antes de que el TI-99/4A fuera descontinuado en marzo de 1984.

### Commodore VIC-20, Commodore 64 y Commodore Amiga

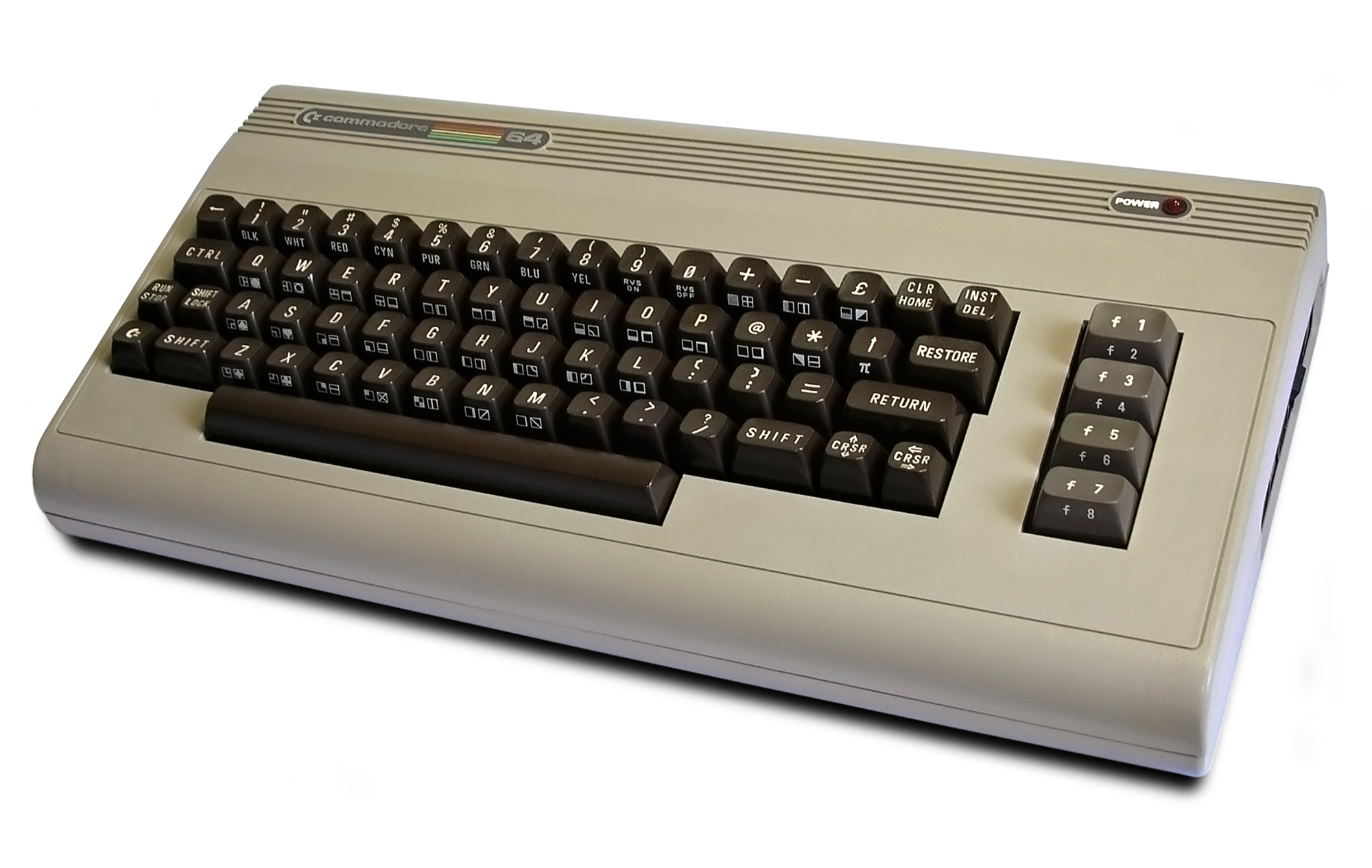
1982: Commodore 64

Dándose cuenta de que el PET no podría competir fácilmente con las máquinas de color como Apple II y Atari, Commodore introdujo el VIC-20 para dirigirse el mercado casero. Las limitaciones debido a una minúscula memoria de 4 KiB y a su exhibición relativamente limitada en comparación a otras máquinas fueron compensadas por un precio bajo y siempre cayendo. Millones de VIC-20 fueron vendidos.
El computador personal con mejores ventas de todos los tiempos fue lanzado por Commodore International en 1982: El Commodore 64 (C64) vendió más de 17 millones de unidades antes de su fin.

El nombre C64 era derivado de sus 64 KiB de RAM y también vino con una ranura lateral de soporte para cartuchos ROM. Usó el microprocesador MOS 6510; MOS Technology, Inc. le pertenecía entonces a Commodore.
Entre 1985 y 1994 Commodore comercializó la serie de ordenadores Amiga como sucesora del C64. Fue introducida con el Amiga 1000, el cual iba equipado con un microprocesador Motorola MC68000 a 7,14 MHz. El modelo más exitoso, debido a sus buenas prestaciones y buen precio, fue el Amiga 500, lanzado en 1987.

### BBC Micro

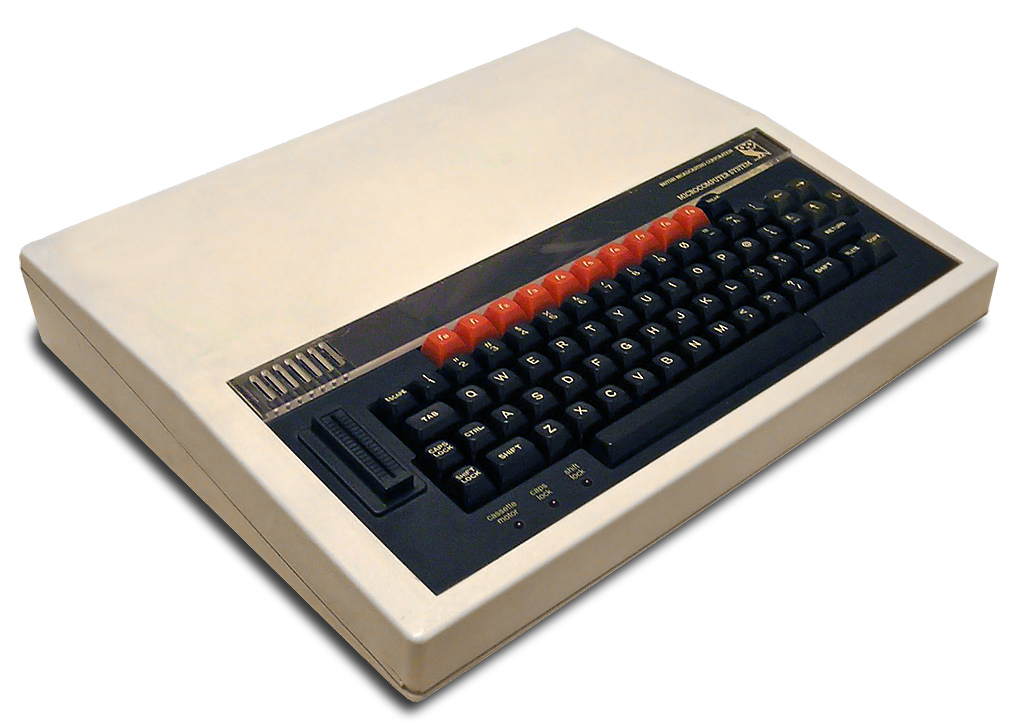
El BBC Micro

La BBC se interesó en hacer una serie en alfabetismo en computadores, y envió una propuesta para que un pequeño computador estandardizado fuera usado con el show. Después de examinar varios participantes, seleccionaron lo que era conocido entonces como el Acorn Proton e hicieron un número de cambios menores para producir el BBC Micro. El Micro era relativamente costoso, lo que limitó su atractivo comercial, pero con un mercadeo extenso, el soporte de la BBC y la gran variedad de programas, finalmente se vendieron como 1,5 millones de unidades del sistema. Acorn fue rescatada de la oscuridad, y se fue a desarrollar el procesador del ARM (Acorn RISC Machine) para accionar los siguientes diseños. El ARM es ampliamente usado hasta el día de hoy, accionando una amplia variedad de productos como el iPhone.

### Guerra de precios Commodore/Atari y desplome
El actual mercado de computadoras personales  es de aproximadamente el mismo tamaño que el total del mercado de patatas fritas. El año que viene va a ser aproximadamente la mitad del tamaño del mercado de alimentos para animales, y se acerca rápidamente al total de las ventas mundiales de pantimedias.
James Finke, Presidente, Commodore International, febrero de 1982

Anteriormente, Texas Instruments había sacado a Commodore del mercado de las calculadoras bajando el precio de las calculadoras de su propia marca a menos del costo de los chipsets que ellos vendían a terceros para hacer el mismo diseño. El CEO de Commodore, Jack Tramiel, juró que esto no sucedería otra vez, y compró MOS Technology, Inc. para asegurar una fuente de chips. Con su fuente garantizada, y buen control sobre el precio de los componentes, Tramiel deliberadamente puso en marcha una guerra contra TI poco después de la introducción del Commodore 64.
El resultado fueron ventas masivas del Commodore 64, no obstante con casi ningún beneficio. Y mientras que el blanco de Tramiel era TI, todo el mundo en el mercado del computador personal fue dañado por el proceso, muchas compañías yendo a la bancarrota o saliendo del negocio. Al final, incluso las propias finanzas de Commodore fueron lisiadas por las demandas de financiar la expansión masiva del edificio necesaria para despachar las máquinas, y Tramiel fue sacado de la compañía.
Hacia 1984, Atari y Commodore fueron las únicos dos grandes actores que quedaron en el mercado, y ambas tenían un piso financiero tambaleante. Además, los compradores de sistemas encontraron que la inutilidad real de los computadores en los hogares era algo limitante. Aparte de jugar a juegos, había pocos usos que podía ofrecer el mercado. Las telecomunicaciones eran una afición popular, pero todavía eran un esfuerzo altamente técnico en el mundo previo a la era del World Wide Web. Las aplicaciones de negocio podían correr bien en estas máquinas, pero la posibilidad de vender una máquina con el nombre Atari en ella, a los negocios era cercana a cero.

### Computadoras japonesas

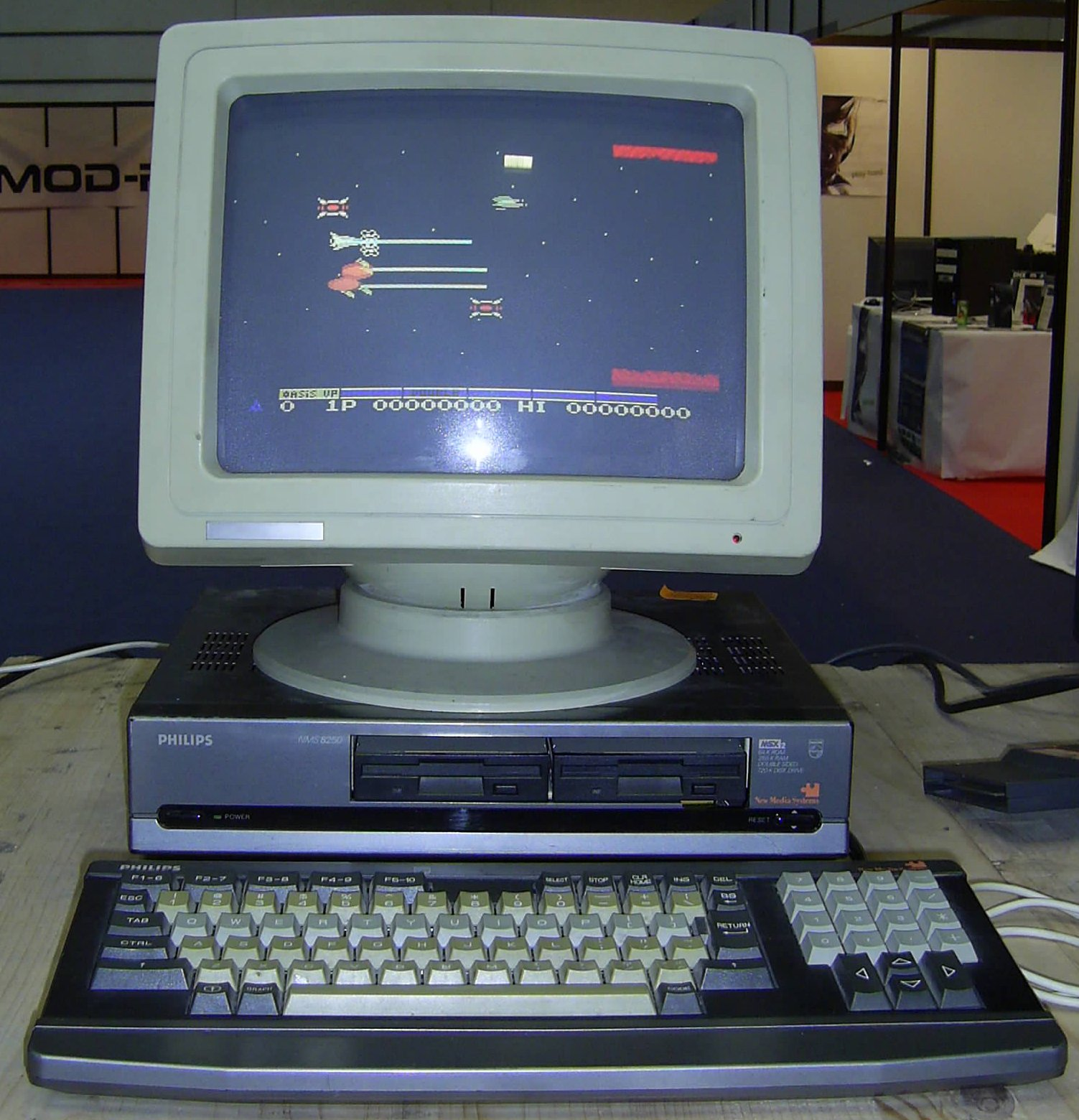
Philips NMS-8250 MSX2

Desde finales de la década de 1970 hasta principios de 1990, el mercado de ordenadores personales japonés fue ampliamente dominado por productos de informática doméstica. El NEC PC-88 y PC-98 fueron líderes del mercado, aunque con un poco de la competencia de la Sharp X1 y X68000, el FM-7 y FM Towns, y los MSX/MSX2/MSX2+/MSX turbo R. Estos últimos se convirtieron en terceros en discordia en España y Holanda, ganando popularidad variable en el resto de Europa. Una diferencia clave entre los sistemas occidentales y japoneses en aquel momento eran las resoluciones de pantalla más altas de este momento (640x400) con el fin de acomodar el texto en japonés. Desde principios de 1980, las computadoras japoneses también emplean tarjetas de sonido Yamaha de síntesis FM, lo que permitió la producción de un sonido de mayor calidad. Las computadoras japonesas se utilizaron ampliamente para producir juegos de vídeo, aunque solo una pequeña parte de los juegos de PC japoneses fueron lanzados fuera del país. El ordenador personal japonés de mayor éxito fue NEC PC-98, del cual se vendió más de 18 millones de unidades en 1999.

## El IBM PC

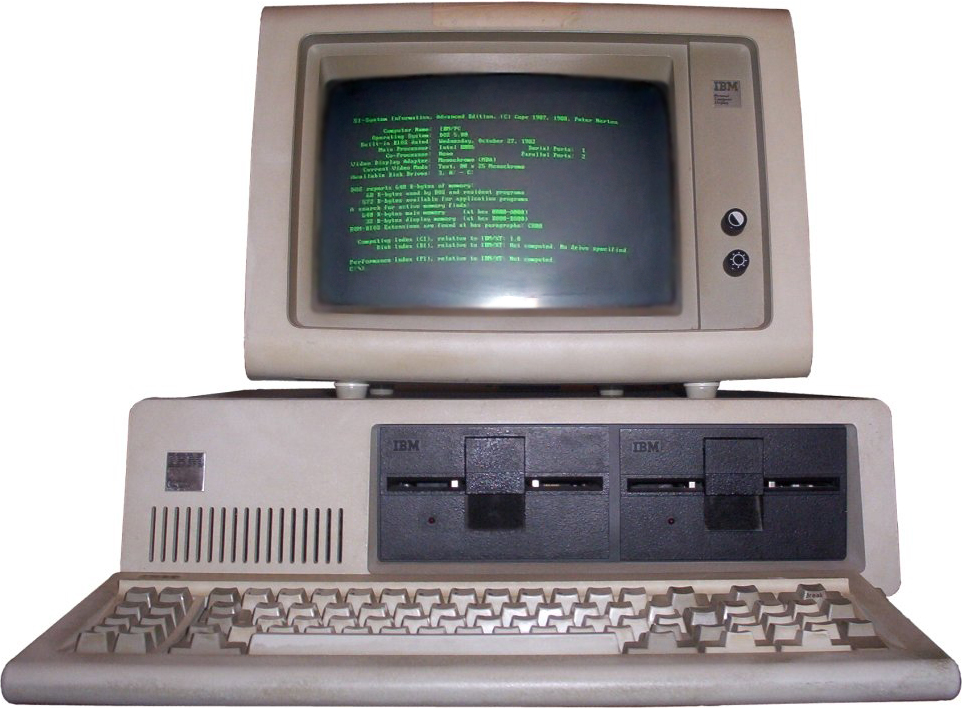
1981: IBM 5150 (el IBM PC)

IBM respondió al éxito del Apple II con el IBM PC, lanzado en agosto de 1981. Como el Apple II y los sistemas S-100, estaba basado en una arquitectura abierta basada en tarjetas, que permitía a terceros desarrollar en ella. Usaba el CPU Intel 8088 corriendo a 4,77 MHz, que contenía 29 000 transistores. El primer modelo usaba un casete de audio para almacenamiento externo, aunque había una costosa opción de disco floppy. La opción del casete nunca fue popular y se excluyó del IBM XT de 1983.
El XT añadió un disco duro de 10 MB en el lugar de uno de los dos discos floppy e incrementó el número de slots de 5 a 8. Mientras que el diseño original del PC podía acomodar solo hasta 64 KiB en la tarjeta madre, la arquitectura era capaz de acomodar hasta 640 KiB de RAM en total, con el resto en tarjetas. Versiones posteriores del diseño incrementaron el límite a 256 KiB en la tarjeta madre.
El IBM PC típico venía con el PC-DOS, un sistema operativo basado en el CP/M-80 de Gary Kildall. En 1980, IBM se acercó a Digital Research, la compañía de Kildall, para una versión del CP/M para su próximo IBM PC. La esposa y compañera de negocios de Kildall, Dorothy McEwen, se reunió con los representantes de IBM quienes fueron incapaces de negociar un acuerdo estándar de confidencialidad con ella. IBM se volvió a Bill Gates, quien ya estaba proporcionando el interpretador ROM BASIC para el PC. Gates ofreció proporcionar el 86-DOS, desarrollado por Tim Paterson de Seattle Computer Products. IBM lo renombró como PC-DOS mientras que Microsoft posteriormente vendió variaciones y actualizaciones como MS-DOS.
El impacto del Apple II y del IBM PC fue completamente demostrado cuando la revista Time nombró al computador casero como la "Máquina del año", o Persona del año de 1982 (3 de enero de 1983, "The Computer Moves In"). Fue la primera vez en la historia de la revista que a un objeto inanimado le fuera otorgado este premio.

### Clones del IBM PC
El diseño original del IBM PC fue seguido en 1983 por el IBM XT, que fue un diseño mejorado incrementalmente; Omitió el soporte para el casete, tenía más slots para tarjetas, y estuvo disponible con un disco duro de 10 MB. Aunque obligatorio al principio, la unidad de disco duro fue posteriormente una opción y fue vendido un XT con dos discos floppy. Mientras que el límite arquitectural de la memoria de 640 KiB fue el mismo, versiones posteriores fueron más fácilmente expandibles.
Aunque el PC y el XT incluyeron una versión del lenguaje BASIC en memoria de solo lectura, la mayoría eran comprados con unidades de disco y corrían con un sistema operativo; tres sistemas operativos fueron anunciados inicialmente con el PC. Uno fue el CP/M-86 de Digital Research, el segundo fue el PC-DOS de IBM, y el tercero fue el UCSD p-System (de la Universidad de California en San Diego). El PC-DOS fue la versión de marca de IBM de un sistema operativo de Microsoft, anteriormente conocido por suministrar sistemas de lenguaje BASIC a los fabricantes de componentes de computadora. Cuando se vendía por Microsoft, el PC-DOS era llamado MS-DOS. El UCSD p-System OS fue hecho alrededor del lenguaje de programación Pascal y no fue mercadeado para el mismo nicho que los clientes de IBM. Ni el p-System ni el CPM-86 fueron éxitos comerciales.
Debido a que el MS-DOS estaba disponible como un producto separado, algunas compañías intentaron hacer computadores disponibles que pudieran correr el MS-DOS y programas. Estas tempranas máquinas, incluyendo el ACT Apricot, el DEC Rainbow 100, el Hewlett-Packard HP-150, el Seequa Chameleon y muchos otros, no fueron especialmente exitosas, pues requerían una versión adaptada del MS-DOS, y no podían correr programas específicamente diseñados para el hardware de IBM. (ver lista de primeras PCs compatibles del IBM PC). Las primeras máquinas verdaderamente compatibles vinieron de Compaq, aunque otras pronto le siguieron.
Debido a que el IBM PC fue basado en circuitos integrados relativamente estándar, y el diseño básico de la ranura de tarjetas no fue patentado, la porción clave del hardware era realmente el software BIOS integrado en la memoria de solo lectura.
En 1984, IBM introdujo el IBM Personal Computer/AT (llamado más frecuentemente el PC/AT o AT) construido alrededor del microprocesador Intel 80286. Este chip fue mucho más rápido y podía direccionar hasta 16 MiB de RAM pero solo en un modo que en gran parte rompía la compatibilidad con el anterior 8086 y 8088. En particular, el sistema operativo MS-DOS no fue capaz de sacar provecho de esta capacidad.

## Apple Lisa y Macintosh

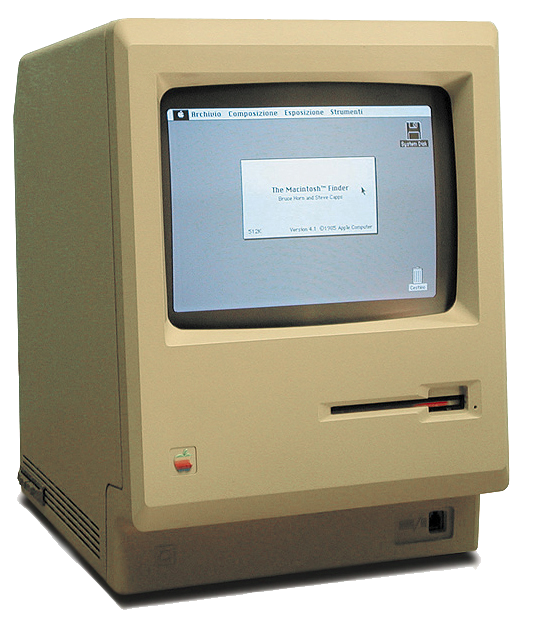
1984: Apple Macintosh

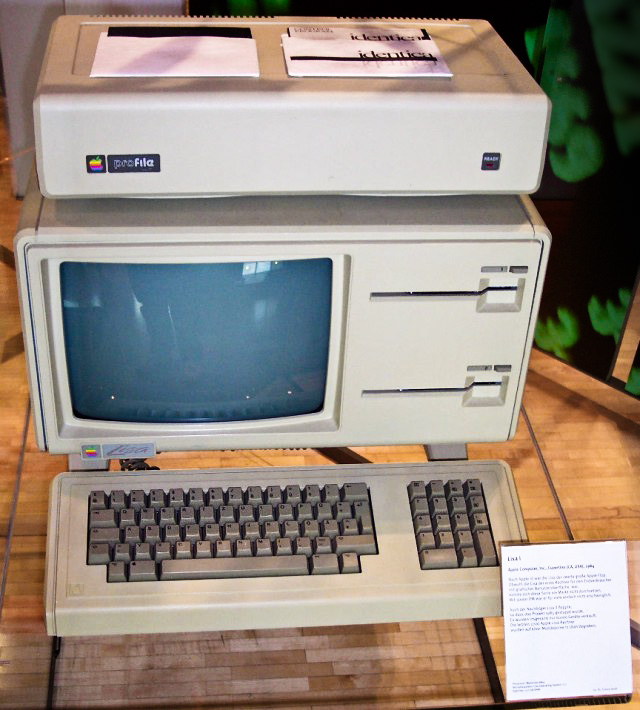
1983: Apple Lisa

En 1983 Apple Computer introdujo el primer microcomputador mercadeado masivamente con una interfaz gráfica de usuario, el Lisa. El Lisa corría sobre un microprocesador Motorola 68000 y vino equipado con 1 MiB de RAM, un monitor de 12 pulgadas en blanco y negro, doble unidad de disco floppy de 5¼ pulgadas y un disco duro Profile de 5 MB. Sin embargo, la lenta velocidad del sistema operativo del Lisa y el alto precio ($10 000) llevaron a su fracaso comercial. También llevó a Steve Jobs a la decisión de moverse para el equipo del Apple Macintosh.
Basándose en la experiencia del Lisa, en 1984 Apple lanzó el Macintosh. Su debut fue anunciado en una sola transmisión durante el Super Bowl XVIII de 1984 del, ahora famoso, comercial de televisión "1984" creado por Ridley Scott y basado en la novela 1984 de George Orwell. La intención del comercial fue igualar al Hermano Mayor con el IBM PC y una anónima heroína femenina de acción (retratada por Anya Major), con el Macintosh.
El Mac fue el primer computador exitoso manejado por un ratón con una interfaz gráfica de usuario o "WIMP" (Windows, Icons, Menus, and Pointers) (Ventanas, Íconos, Menús y Punteros). Basado en el microprocesador Motorola 68000, el Macintosh incluyó muchas de las características del Lisa a un precio de $2495. El Macintosh fue introducido inicialmente con 128 KiB de RAM y más tarde en ese año estuvo disponible el modelo con 512 KiB de RAM. Para reducir costos comparado con el Lisa, el un año más joven Macintosh, tuvo un diseño de tarjeta madre simplificado, sin disco duro interno, y una sola unidad de disco floppy de 3.5". Las aplicaciones que vinieron con el Macintosh incluyeron el MacPaint, un programa de gráficos de mapa de bits, y MacWrite, que demostró el procesamiento de palabras WYSIWYG.
Aunque no fue un éxito inmediato tras su lanzamiento, El Macintosh fue un computador personal exitoso en años por venir. Esto es debido particularmente a la introducción de la publicación de escritorio en 1985 a través de la asociación de Apple con Adobe. Esta asociación introdujo la impresora LaserWriter y Aldus PageMaker (ahora Adobe PageMaker) a los usuarios de computadores personales. Después Steve Jobs renunció a Apple en 1985 para comenzar con el NeXT. Un número de diferentes modelos de Macintosh, incluyendo el Macintosh Plus y el Macintosh II, fueron lanzados con un alto grado de éxito. La línea entera de los computadorees Macintosh fue la mayor competencia a IBM hasta principios de los años 1990.

### Las interfaces gráficas proliferan

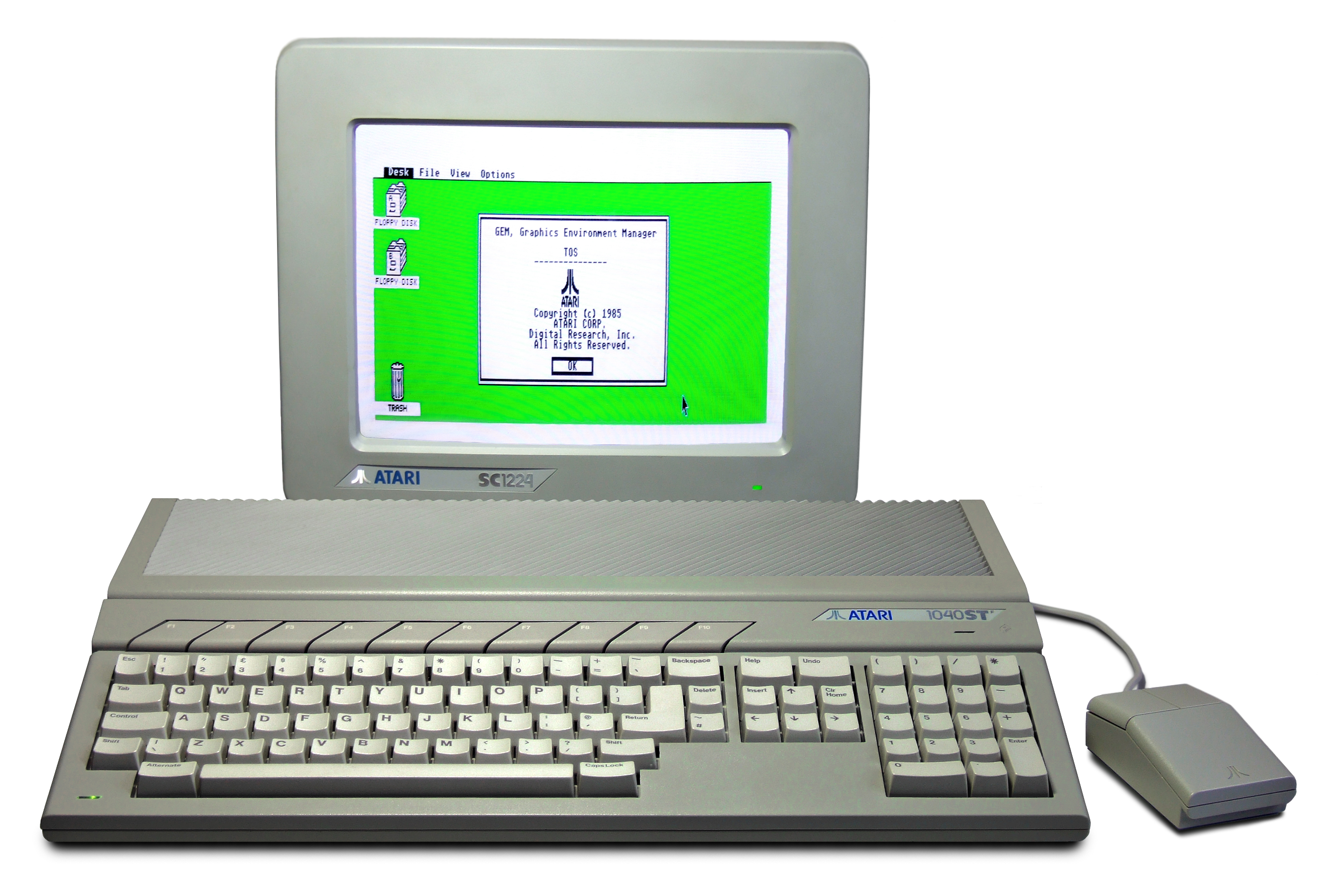
1985: Atari ST

En el mundo de Commodore, el GEOS aparecía en el Commodore 64 y el Commodore 128. Más tarde, una versión estuvo disponible para los PC corriendo DOS. Podía usarse con un ratón o un joystick como dispositivo de apuntar, y vino con una suite de aplicaciones GUI. La última línea de productos Commodore, la plataforma Amiga, corría un sistema operativo con GUI por defecto. El Amiga estableció el plan piloto para el desarrollo futuro de los computadores personales con sus innovadoras capacidades de gráficos y sonidos. Byte lo llamó "el primer computador multimedia... tan adelantado a su tiempo que casi nadie pudo articular completamente de lo que se trataba".
En 1985, el Atari ST, también basado en el microprocesador Motorola 68000, fue introducido con el primer GUI de color en el Atari TOS. Podía ser modificado para emular el Macintosh usando el dispositivo Spectre GCR de un tercero.
En 1987, Acorn lanzó el Archimedes, un rango de computadores caseros de alto desempeño en Europa y Australia. Basado alrededor de su procesador ARM RISC de 32 bits, los sistemas se despacharon inicialmente con un GUI llamado Arthur. En 1999, Arthur fue sustituido por un sistema operativo multitarea basado en GUI llamado RISC OS. Por defecto, el ratón usado en estos computadores tenía tres botones.

## Los clones de PC dominan
La transición entre el mercado de compatibles de PC siendo liderado por IBM a uno liderado primariamente por un mercado más amplio comenzó a estar claro en 1986 y 1987; en 1986 fue lanzado el microprocesador Intel 80386 de 32 bits, y el primer computador compatible PC basado en el 386 fue el Compaq Deskpro 386. La respuesta de IBM vino cerca de un año más tarde con el lanzamiento inicial de la serie de computadores IBM Personal System/2, que tenían una arquitectura cerrada y fueron una desviación del emergente "PC estándar". Estos modelos fueron grandemente no exitosos, y las máquinas de estilo clon de PC superaron las ventas de todas las otras máquinas a lo largo de este período.

Hacia el final de los 1980, los clones de IBM XT comenzaron a tomar el control del segmento del mercado del computador casero de los fabricantes especializados como Commodore International y Atari que habían dominado previamente. Estos sistemas típicamente se vendieron por justo bajo el "mágico" punto de precio de $1000 (típicamente $999) y fueron vendidos vía pedido por correo en vez de una tradicional red de distribución. Este precio fue logrado al usar tecnología vieja de 8/16 bits, como con el CPU 8088, en vez de los 32 bits de los últimos CPU Intel. Estos CPU eran usualmente hechos por un tercero cono Cyrix o AMD. Dell comenzó como uno de esos fabricantes, bajo su nombre original PC Limited.

## Décadas de los 90 y 2000

### NeXT
En 1990, el computador estación de trabajo NeXTstation salió a la venta, para computación "interpersonal", como lo describió Steve Jobs. El NeXTstation se pretendía que fuera un computador para los años 1990, y fue una más barata versión que el previo NeXT Computer. El NeXTstation fue un tanto un fracaso comercial, y NeXT cerró sus operaciones de hardware en 1993.

### CD-ROM y CD-RW, MP3

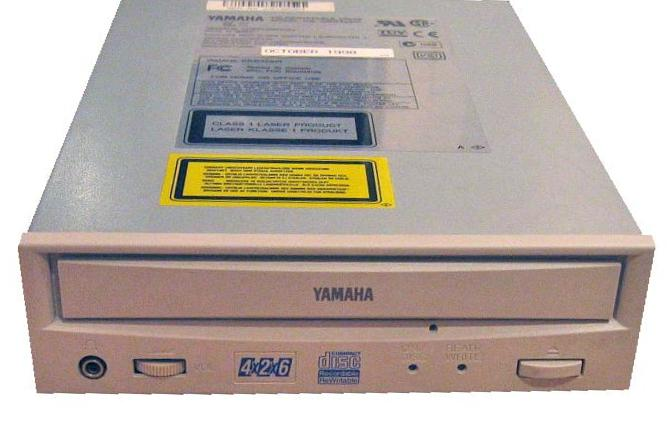
Las unidades de CD-ROM y CD-RW se volvieron estándar para la mayoría de los computadores personales

Los principios de los años 1990 vieron el advenimiento del CD-ROM como un estándar de la industria por venir, y a mediados de los años 1990 había uno incorporado en casi todos los computadores de escritorio y hacia el final de los años 1990, también en laptops. Aunque introducido en 1982, el CD-ROM fue en su mayor parte usado para el audio durante los años 1980, y entonces para los datos de computadora como con los sistemas operativos y aplicaciones en los años 1990. Otro popular uso de los CD-ROM en los años 1990 fue su uso multimedia, a medida que muchos ordenadores de sobremesa comenzaron a incluir altavoces estéreo incorporados, capaces de reproducir música con calidad de CD y sonidos con la tarjeta de sonido Sound Blaster en los PC.
El ROM en el CD-ROM significa Read Only Memory (memoria de solo lectura). Posteriormente, unidades reescribibles CD-RW fueron incluidas en lugar de las unidades de CD ROM estándar. Esto permitió a los computadores personales la capacidad de "quemar" CD de audio estándar que eran reproducibles en cualquier reproductor de CD. Más tarde, a medida que el soporte físico de computadora fuera más poderoso y el formato mp3 se hizo popular, "ripear" CD en archivos comprimidos pequeños en el disco duro del ordenador se volvió habitual. Surgieron redes de computadores de intercambio de archivos como Napster y Gnutella y para muchos individuos supuso la actividad primaria del computador.

### ThinkPad

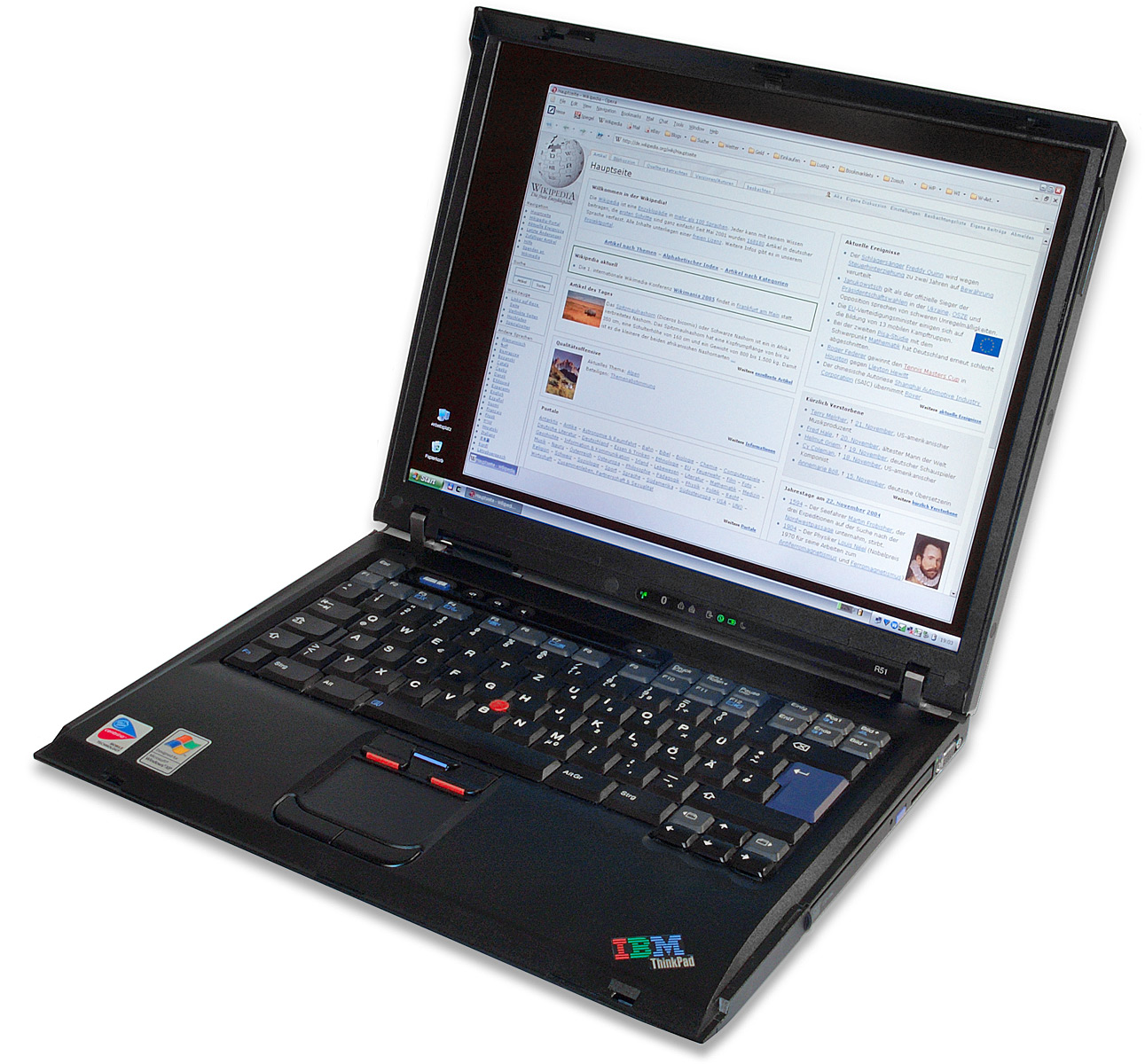
IBM ThinkPad R51

IBM introdujo su exitoso rango ThinkPad en COMDEX 1992 usando la serie de designadores 300, 500 y 700 (pretendidamente análogo al rango de coches BMW y usado para indicar el mercado), La serie 300 siendo el "económico", la serie 500 el "rango medio" y la serie 700 el "rango alto". Esta designación continuó hasta finales de los 1990 cuando IBM introdujo a serie "T" como reemplazo de las series 600/700, y los modelos de las series 3, 4, 5 y 7 fueron eliminados y sustituidos por las series A (367) y X (5). La serie A fue más tarde parcialmente reemplazada por la serie R.

### Zip drive
En 1994, Iomega introduce el Zip drive como un sistema de almacenamiento de disco renovable de mediana capacidad. Apuntaba a reemplazar el disco floppy estándar de 3,5 pulgadas pero falló en hacerlo. Antes de que el Zip fuera introducido, SyQuest fue una marca popular de medios y unidades renovables, pero eran costosas y grandemente sin éxito debido a problemas de confiabilidad. Para el 2008, Los Zip drives todavía eran vendidos, sin embargo los CD escribibles son más comunes.

### Dell
Por mediados de los años 1990, los sistemas Amiga, Commodore y Atari, ya no estaban en el mercado, sacados por la fuerte competencia y los bajos precios de los clones del IBM PC. Otras competencias previas como el Sinclair y Amstrad ya no estaban en el mercado de los computadores. Con menos competencia que antes, Dell ascendió para tener altas ganancias y éxito, introduciendo sistemas de bajo costo apuntando a mercados de consumidores y de negocios usando un modelo de ventas directas. Dell superó a Compaq como el fabricante de computadores más grande del mundo y mantuvo esa posición hasta octubre de 2006.

### Power Macintosh, PowerPC
En 1994, Apple introdujo la serie Power Macintosh de ordenadores de sobremesa de rango alto para la publicación de escritorio y diseñadores gráficos. Estos nuevos computadores hicieron uso de los nuevos procesadores Motorola PowerPC como parte de la AIM alliance, para reemplazar la arquitectura Motorola 68k previamente usada para la línea Macintosh. Durante los 1990, el Macintosh se mantuvo con una reducida cuota de mercado, pero fue la primera opción para los profesionales creativos, particularmente los de las industrias gráficas y de publicación.

### Risc PC
También en 1994, Acorn Computers lanzó su serie Risc PC de computadores de escritorio de rango alto. El Risc PC (nombre código Medusa) fue la siguiente generación de computadores RISC OS de Acorn basados en el ARM, que sustituía al Acorn Archimedes.

### BeBox
En 1995, Be Inc. lanzó el computador BeBox, un procesador PowerPC 603 dual corriendo a 66 MHz, y posteriormente a 133 MHz con el sistema operativo BeOS. El BeBox fue un fracaso, con menos de 2000 unidades producidas entre octubre de 1995 y enero de 1997, cuando la producción cesó.

### Los clones como estándar, resurgimiento de Apple

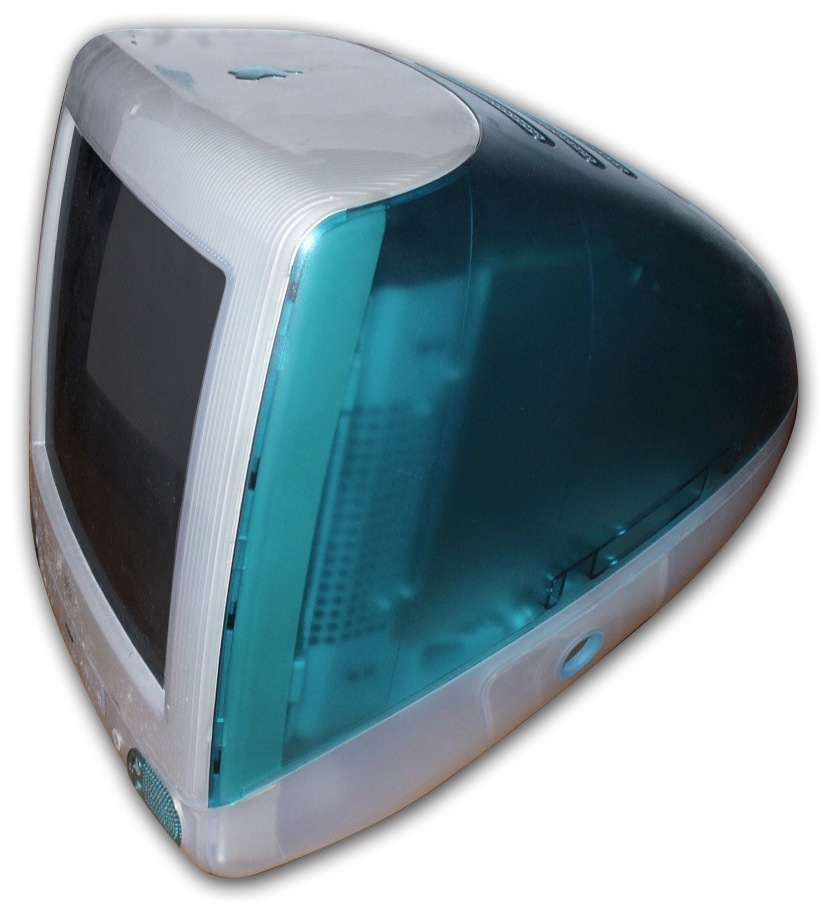
El iMac de 1998 (iMac G3) trajo a Apple de vuelta a los beneficios

Debido al crecimiento en ventas de los clones de IBM en los años 1990, estos se convirtieron en el estándar para los usos en los negocios y el hogar. Este crecimiento fue aumentado por la introducción del sistema operativo Microsoft Windows 3.0 en 1990, y seguido por los sistemas operativos Windows 3.1 en 1992 y Windows 95 en 1995. El Macintosh fue enviado a un período de declinación a mediados de los años 1990, y por el 1996, Apple casi estaba en la bancarrota. Steve Jobs retornó a Apple en 1997 y llevó a Apple de vuelta a la rentabilidad, primeramente con el lanzamiento del Mac OS 8, un nuevo sistema operativo para los computadores Macintosh, y con los ordenadores PowerMac G3 y el iMac para los mercados profesional y hogareño. El iMac fue notable por su carcasa azul de cuerpo transparente en una forma ergonómica, así como por descartar dispositivos heredados como el disco floppy y los puertos seriales en favor de la conectividad Ethernet y USB. El iMac vendió varios millones de unidades y un modelo derivado usando un factor de forma diferente permaneció en producción hasta julio del 2008. El Mac OS X, el iLife y el iBook fueron posteriormente introducidos por Apple.

### Rambus RDRAM
Las primeras tarjetas madres en soportar la memoria Rambus RDRAM (Rambus Direct DRAM), un tipo de RAM dinámica sincrónica, fueron lanzadas en 1999. RDRAM también tenía dos a tres veces el precio de una SDRAM PC 133 debido a una combinación de alto costo de fabricación y altas tarifas de licencia. La RDRAM es muy poco común en el 2013.

### USB, reproductor de DVD
Desde finales de los años 1990, comenzaron a venderse muchos más computadores que incluían puertos Universal Serial Bus (USB) para fácil conectividad Plug and Play con dispositivos como cámaras digitales, cámaras de video, asistentes digitales personales, impresoras, escáneres, unidades flash USB, y otros dispositivos periféricos. Hacia principios del siglo XXI, todos los computadores vendidos para el mercado de consumo incluyeron al menos 2 puertos USB. También durante finales de los años 1990, los reproductores DVD comenzaron a aparecer en los ordenadores de sobremesa y portátiles de alta gama, y después en los computadores de consumo en la primera década del siglo XXI.

### Hewlett-Packard
En 2002, Hewlett-Packard (HP) compró a Compaq. Compaq asimismo había comprado Tandem Computers en 1997 (que había comenzado con ex empleados de HP), y a Digital Equipment Corporation en 1998. Después de esta estrategia HP se convirtió en un jugador importante en escritorios, laptops y servidores para muchos diferentes mercados. La compra de participaciones hizo a HP el fabricante más grande de computadores personales del mundo, hasta que Dell lo sobrepasara más tarde.

### 64 bits
En 2003, AMD presentó el Opteron y Athlon 64, su línea de microprocesadores basados en 64 bits para las computadoras de escritorio. También en 2003, IBM lanzó el PowerPC 970 basado en 64 bits para sistemas del alta gama Power Mac G5 de Apple. En el 2004, Intel reaccionó al éxito de AMD con procesadores basados en 64 bits, lanzando versiones actualizadas de sus líneas de Xeon y Pentium 4. Los procesadores de 64 bit primero fueron comunes en sistemas de gama alta, servidores y estaciones de trabajo, y entonces gradualmente remplazaron los procesadores de 32 bits de escritorios y laptops del consumidor cerca de 2005.

### Lenovo
En el 2004, IBM anunció la venta propuesta de su negocio de PC al fabricante de computadores chino Lenovo Group, que es poseído parcialmente por el gobierno chino, por 650 millones de dólares en efectivo y 600 millones en acciones de Lenovo. El trato fue aprobado por el Committee on Foreign Investment in the United States en marzo de 2005, y terminado en mayo de 2005. IBM tendrá 19% de acciones en Lenovo, quien moverá sus cuarteles generales al Estado de Nueva York y designará a un ejecutivo de IBM como su director general. La compañía conservará el derecho de usar ciertas marcas de fábrica de IBM por un período inicial de cinco años. Como resultado de la compra, Lenovo heredó una línea de productos que ofrecía el ThinkPad, la línea de laptops que habían sido uno de los productos más exitosos de IBM.

### Wi-Fi, monitor LCD, procesador multinúcleo, memoria flash

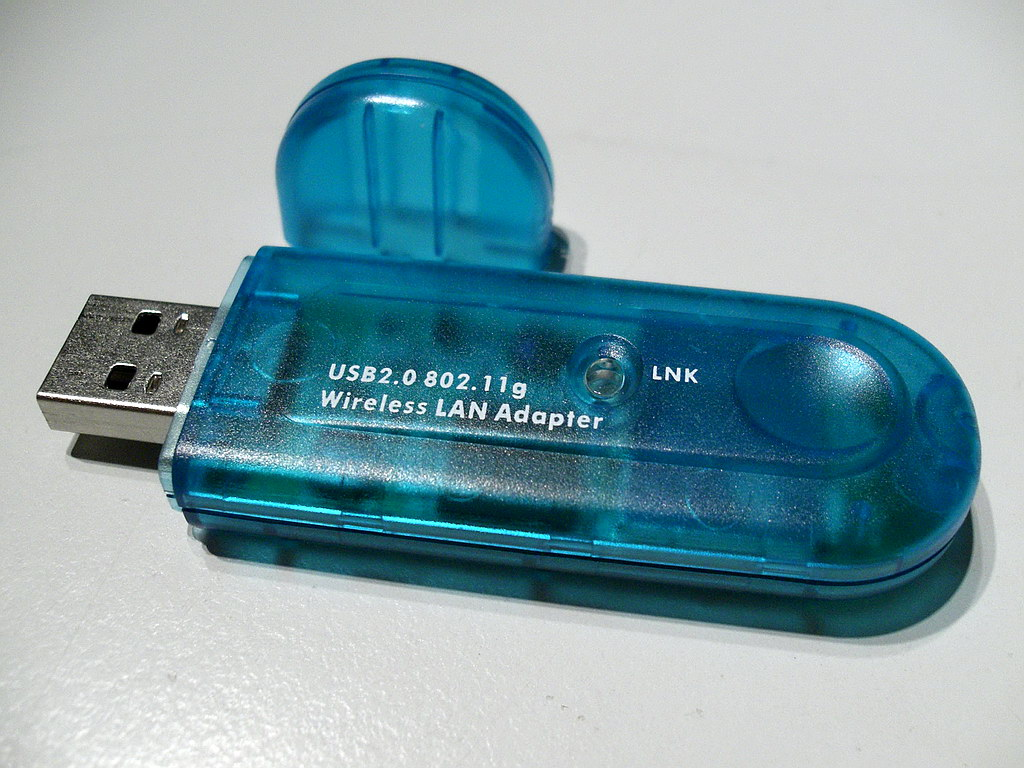
USB Wi-Fi

A principios del siglo XXI, el Wifi comenzó a llegar a ser cada vez más popular a medida que muchos consumidores comenzaron a instalar sus propias redes inalámbricas caseras. Muchos de los laptops de hoy en día y también algunos computadores de escritorio son vendidos con tarjetas inalámbricas y antenas preinstaladas. También a principios del siglo XXI, los monitores LCD se convirtieron en la tecnología más popular para los monitores de ordenador, con la producción del CRT disminuyendo. Los monitores del LCD son típicamente más nítidos, brillantes, y económicos que los monitores CRT. La primera década del siglo XXI también vio el crecimiento de procesadores multinúcleo y de la memoria Flash. Una vez limitado al uso industrial de gama alta debido al costo, estas tecnologías ahora están en la corriente principal y disponibles ahora para los consumidores. En el 2008 fueron lanzados el MacBook Air y el Asus Eee PC, laptops que descartan el disco duro enteramente y confían en la memoria Flash para el almacenamiento.

### Servidores y redes basados en microprocesadores
La invención a finales de los años 1970 de las redes de área local (LANs), notablemente Ethernet, permitió a los PC comunicarse unos con otros (peer-to-peer) y con impresoras compartidas.
A medida que la revolución del microcomputador continuaba, fueron utilizadas versiones más robustas de la misma tecnología para producir servidores basados en microprocesador que también podían ser conectados a una LAN. Esto fue facilitado por el desarrollo de sistemas operativos de servidor para correr en la arquitectura Intel, incluyendo varias versiones, tanto de Unix como de Microsoft Windows.
Con el desarrollo de las redes de área de almacenamiento y de las granjas de miles de servidores, por el año 2000 el minicomputador tenía todo, pero desapareció, y los mainframes fueron restringidos en gran parte a usos especializados. La granja de servidores de Google es probablemente la más grande, con un desempeño total tres veces mayor que el Earth Simulator o el Blue Gene, para el 29 de septiembre de 2004.

## Mercado
En 2001, fueron vendidos 125 millones de ordenadores personales, en comparación con los 48 millones en 1977. Más de 500 millones de PC estaban en uso en 2002 y mil millones de computadores personales habían sido vendidos por todo el mundo desde mediados de los años 1970 hasta este tiempo. De la última cifra, el 75 por ciento era profesional o tenía un trabajo relacionado, mientras que el resto se vendió para el uso personal o casero. Cerca del 81,5 por ciento de los PC enviados había sido computadores de escritorio, 16,4 por ciento laptops y 2,1 por ciento servidores. Estados Unidos había recibido el 38,8 por ciento (394 millones) de los computadores enviados, Europa el 25 por ciento y el 11,7 por ciento había ido a la región del pacífico asiático, el mercado de crecimiento más rápido desde 2002.
Casi la mitad de todos los hogares en Europa occidental tenía un computador personal y un computador podía ser encontrado en el 40 por ciento de hogares en el Reino Unido, comparado con solamente un 13 por ciento en 1985.
El tercer trimestre de 2008 marcó la primera vez en que los laptops se vendieron, en los Estados Unidos, más que los PC de escritorio.
Por junio de 2008, el número de los computadores personales en uso alrededor del mundo llegó a los mil millones. Los mercados maduros como Estados Unidos, Europa occidental y Japón representaron el 58 por ciento de las PC instaladas. Se esperaba que cerca de 180 millones de PC (el 16 por ciento de la base instalada existente) fueran substituidos y 35 millones desechados en 2008. La entera base instalada creció el 12 por ciento anualmente.

## Lecturas complementarias
- Veit, Stan (1993). Stan Veit's History of the Personal Computer. WorldComm. p. 304. ISBN 978-1-56664-030-5.
- Douglas K. Smith, Douglas K. Smith, Robert C. Alexander (1999). Fumbling the Future: How Xerox Invented, then Ignored, the Nombre Personal Computer. Authors Choice Press. pp. 276. ISBN 978-1-58348-266-7.
- Freiberger, Paul; Swaine, Michael (2000). Fire in the Valley: The Making of The Personal Computer. McGraw-Hill Companies. pp. 463. ISBN 978-0-07-135892-7.
- Allan, Roy A. (2001). A History of the Personal Computer: The People and the Technology. Allan Publishing. p. 528. ISBN 978-0-9689108-0-1.
- Sherman, Josepha (2003). The History of the Personal Computer. Franklin Watts. pp. 64. ISBN 978-0-531-16213-2.
- Laing, Gordon (2004). Digital Retro: The Evolution and Design of the Personal Computer. Sybex. p. 192. ISBN 978-0-7821-4330-0.